# Alimentazione medievale

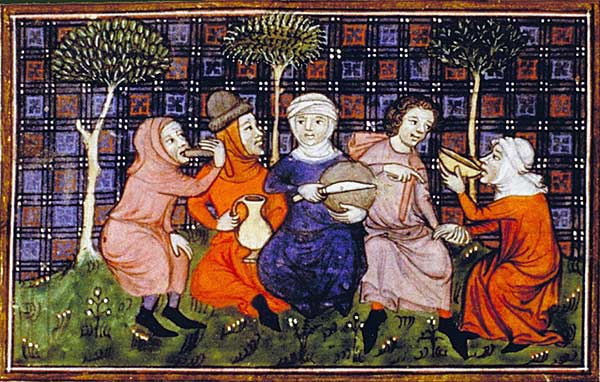
Un gruppo di viaggiatori condivide un semplice pasto a base di pane; Livre du roi Modus et de la reine Ratio, XIV secolo.

Con alimentazione medievale ci si riferisce ai cibi, alle abitudini alimentari, ai metodi di cottura e in generale alla cucina di varie culture europee nel corso del Medioevo, un'epoca che si estende, per convenzione, dal 476 al 1492. Durante tale periodo, le diete e la cucina, nelle varie zone dell'Europa, sperimentarono meno cambiamenti rispetto a quanto sarebbe successo nella più breve epoca moderna che sarebbe seguita, durante la quale tali mutamenti avrebbero posto le basi delle abitudini alimentari odierne.
I cereali erano consumati sotto forma di pane, farinate d'avena, polenta e pasta praticamente da tutti i componenti della società. Le verdure rappresentavano un'importante integrazione alla dieta basata sui cereali. La carne era più costosa e quindi considerata un alimento più prestigioso ed era per lo più presente sulle tavole dei ricchi e dei nobili. I tipi di carne più diffusi erano quelle di maiale e pollo, mentre il manzo, che richiedeva la disponibilità di una maggiore quantità di terra per l'allevamento, era meno comune. Il merluzzo e le aringhe erano molto comuni nella dieta delle popolazioni nordiche, ma veniva comunque consumata un'ampia varietà di pesci d'acqua dolce e salata.
La lentezza dei trasporti e le inefficienti tecniche di trasformazione agroalimentare rendevano estremamente costoso il commercio di cibi sulle lunghe distanze. Per questa ragione il cibo dei nobili era più esposto alle influenze straniere rispetto a quello consumato dai poveri e dalla gente comune. Dal momento che ciascuna classe sociale cercava di imitare quella a lei immediatamente superiore, le innovazioni dovute al commercio internazionale e alle guerre con paesi stranieri si diffusero gradualmente tra le classi medio-alte delle città medievali. Oltre all'indisponibilità di certi cibi per ragioni economiche, furono emessi decreti che vietavano il consumo di alcuni alimenti per alcune classi sociali, e alcune leggi limitarono le possibilità di consumarne in grosse quantità ai "nuovi ricchi". Alcune norme sociali inoltre prescrivevano che il cibo della classe lavoratrice fosse meno raffinato, perché si credeva che esistesse un'affinità naturale tra il lavoro di una persona e il suo cibo; si riteneva quindi che il lavoro manuale richiedesse cibi più scadenti ed economici.
Nel corso del tardo Medioevo iniziò a svilupparsi una forma di Haute cuisine che andò a costituire uno standard tra la nobiltà di tutta Europa. I metodi di conservazione più comuni vedevano l'impiego di agresto. Questi trattamenti, uniti al diffuso impiego di zucchero e miele, donavano a molti piatti un sapore tendente all'agrodolce. Anche le mandorle erano molto popolari e usate come addensante in minestra, stufati e salse, in particolare usate sotto forma di drink di mandorla.

## Modelli alimentari
Le cucine delle culture del bacino del Mediterraneo si basavano sui cereali fin dall'antichità, in particolare su vari tipi di grano. Farinate e polente, e più tardi il pane, diventarono gli alimenti base che fornivano la maggioranza delle calorie necessarie alla maggior parte della popolazione. Dal VII all'XI secolo la proporzione dei cereali rispetto alla dieta complessiva si innalzò da circa 1⁄3 a circa 3⁄4. La dipendenza dal grano rimase significativa per tutto il periodo medievale e, con la crescita del Cristianesimo, tale abitudine si diffuse anche in paesi situati più a nord. Nei climi più freddi, però, un simile regime non era sostenibile per la maggior parte della popolazione, e venne adottato solo dalle classi superiori. La centralità del pane in riti religiosi come l'eucaristia permise all'alimento di godere di un particolare prestigio rispetto a tutti gli altri. Solo l'olio di oliva e il vino avevano un valore paragonabile, ma entrambi rimasero di consumo piuttosto scarso al di fuori delle regioni calde in cui venivano prodotti. Il ruolo simbolico del pane, visto sia come alimento che come valore, è ben illustrato in un sermone di sant'Agostino:
(sant'Agostino)

### La Chiesa

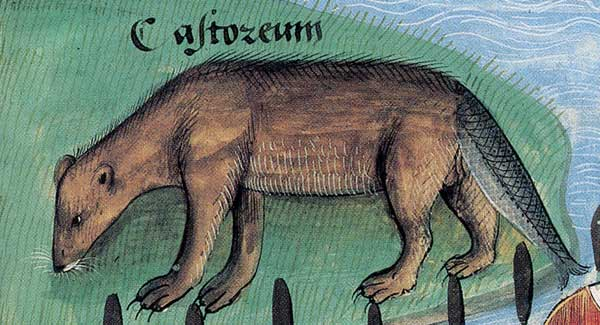
Nel Medioevo si credeva che la coda del castoro avesse una natura paragonabile a quella del pesce e che di conseguenza potesse essere mangiata anche nei giorni di penitenza; Livre des simples médecines, ca. 1480.

La Chiesa cattolica e la Chiesa ortodossa con i loro calendari liturgici influenzavano notevolmente le abitudini alimentari; il consumo di carne era proibito ai cristiani per un buon terzo dell'anno, e tutti i cibi di origine animale, tra cui le uova e i latticini (ma non il pesce) erano generalmente proibiti durante la quaresima e i digiuni. Inoltre tutti osservavano il digiuno prima di ricevere la comunione e tali digiuni - che comportavano l'assoluta astensione dal cibo - principiavano solitamente dalla mezzanotte del giorno precedente.
Sia la chiesa occidentale sia quella orientale decretarono che i periodi di festa dovevano essere alternati ad altri di digiuno. Nella maggior parte d'Europa i mercoledì, i venerdì e talvolta i sabati, oltre a varie altre date, tra cui la quaresima e il periodo dell'avvento, erano dedicati al digiuno. La carne e i prodotti di origine animale come latte, formaggio, burro e uova non erano permessi, si poteva mangiare solo il pesce. Il digiuno si faceva per mortificare il corpo e rafforzare l'anima, in ossequio alla convinzione dell'epoca che vedeva il corpo come inferiore, e per ricordare il sacrificio compiuto da Gesù per l'umanità. Lo scopo non era dipingere alcuni cibi come impuri, ma piuttosto impartire una lezione spirituale di auto-moderazione attraverso l'astinenza. Durante giorni di digiuno particolarmente rigido il numero dei pasti giornalieri si riduceva ad uno. Anche se la maggior parte delle persone rispettava le restrizioni ed era solita sottoporsi a penitenze quando le violava, esistevano comunque diversi trucchi per aggirare il problema, un conflitto tra i principi ideali e la pratica ben riassunto dalla scrittrice Bridget Ann Henisch:
(Bridget Ann Henisch)

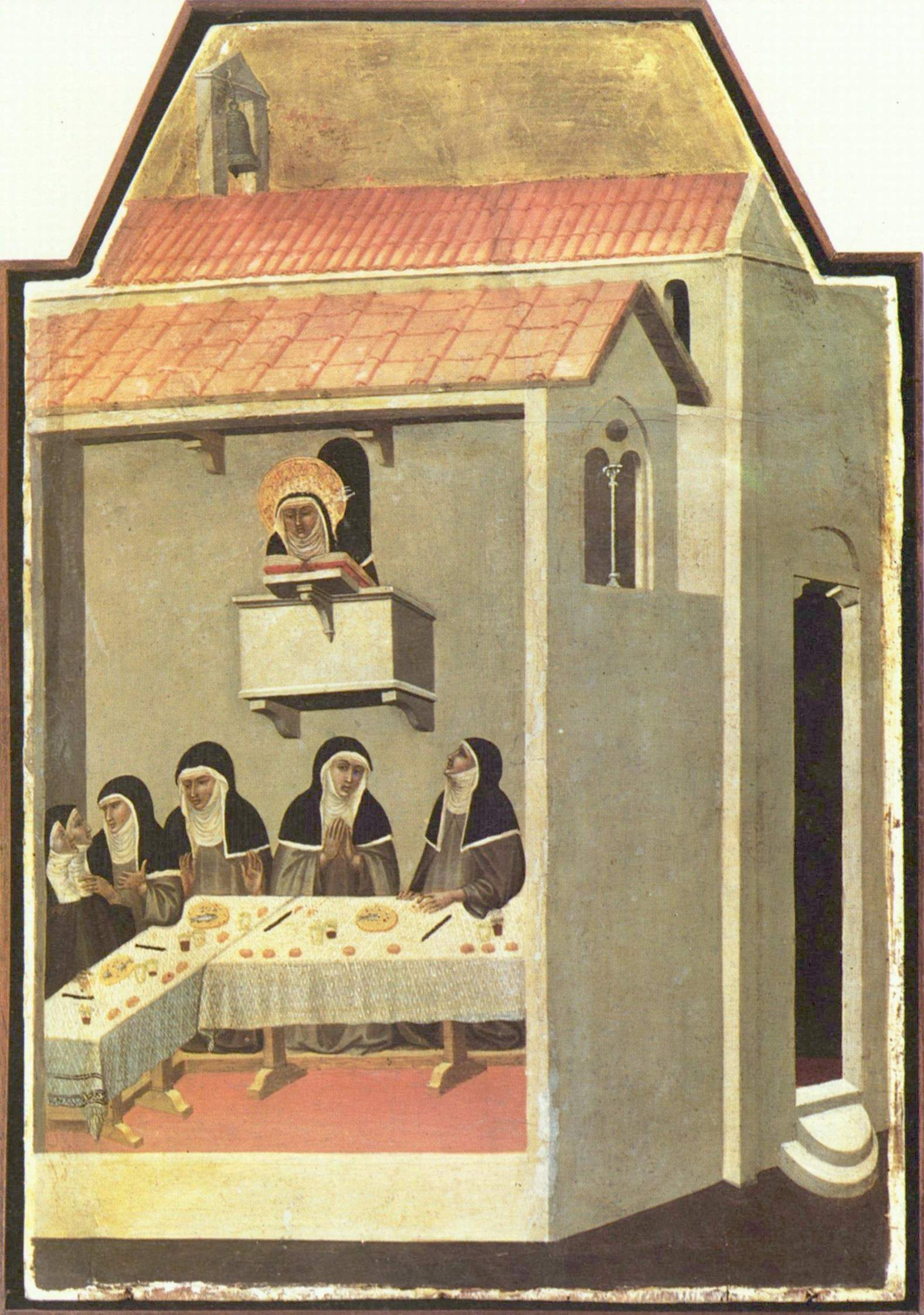
Delle suore cenano in silenzio mentre ascoltano la lettura della Bibbia. Da notare come si servano di gesti delle mani per comunicare. Dipinto di Pietro Lorenzetti del 1341.

Anche se durante i periodi di penitenza i cibi di origine animale dovevano essere evitati, finirono per diffondersi compromessi dettati dal pragmatismo. La definizione di "pesce" era spesso estesa ad ogni tipo di animale marino o semi-acquatico, come balene, oche nere, pulcinella di mare e persino castori. La scelta degli ingredienti poteva anche essere limitata, ma questo non significa che in effetti i pasti fossero più modesti. Inoltre non esistevano divieti contro l'uso (moderato) di bevande alcoliche o il consumo di dolci. I banchetti allestiti durante i giorni di magro potevano essere sontuosi e fornivano l'occasione di servire piatti preparati in maniera da imitare la carne, il formaggio e le uova in molti e ingegnosi modi.
Mentre il clero dell'Impero bizantino tendeva a mantenere un atteggiamento piuttosto rigido scoraggiando qualsiasi miglioramento della dieta per il clero, i loro colleghi occidentali erano molto più indulgenti. Le lamentele per la rigorosità dei digiuni comunque non mancavano neppure tra i laici. Durante la quaresima tutti, nobili e gente comune, si lamentavano per la mancanza della carne per un periodo così lungo, e per essere costretti a settimane di una così dura solenne riflessione sui propri peccati. In quel periodo ai proprietari di mandrie e allevamenti si raccomandava addirittura di star attenti agli assalti da parte dei cani, provati dalla:
Dal XIII secolo in poi andò affermandosi un'interpretazione più formale del digiuno. I nobili erano attenti a non consumare carne nei giorni di magro, ma comunque mangiavano abbondantemente; la carne era sostituita dal pesce, spesso modellato in modo da imitare prosciutti e insaccati; il latte di mandorle rimpiazzava il latte di origine animale, un'alternativa per di più abbastanza economica; si cucinavano finte uova fatte di latte di mandorle riempiendo dei gusci vuoti, insaporendoli e colorandoli poi con raffinate spezie. In alcuni casi l'abbondanza delle tavole dei nobili era addirittura superata da quella dei monasteri Benedettini, che arrivavano a proporre fino a sedici portate in certe giornate di festa.
Questi sono gli estratti dalla regola benedettina:
Adunque due vivande cotte bastino a tutti i fratelli.
E se si potessero avere pomi o legumi, se ne aggiunga una terza.
Una libbra pesata di pane basti ogni giorno a ciascuno, o che vi sia una sola refezione, o che due, cioè del pranzo e della cena. Quando si abbia a cenare, il Cellerario ritenga una terza parte di essa libbra di pane, per darla all'ora di cena.
Che se per caso si fosse fatta più grande fatica del consueto, sarà in arbitrio e potestá dell'Abbate aggiungere qualche cosa, se sia espediente, purché sempre si scansi lo stravizio, e non mai il monaco sia preso da indigestione.
Perciocché non vi è cosa più contraria a ogni buon cristiano, che lo stravizio, siccome dice il nostro Signore: Guardate che non si aggravino i vostri sentimenti per lo stravizio.
Ai fanciulli poi di minore età non diasi la stessa quantità, ma più piccola che agli adulti, conservando sempre la parsimonia. Dalle carni dei quadrupedi però tutti assolutamente si astengano, salvo solamente i deboli e gl'infermi.»
(Capitolo 39, Della misura del cibo)
Nulladimeno, riguardando la debolezza dei temperamenti, crediamo che una misura di vino al giorno basti a tutti.
Quelli però cui Iddio dona la virtù dell'astenersi, sappiano che ne raccoglieranno particolar mercede.
Che se la condizione del luogo o la fatica o il calore estivo richiedesse una quantità maggiore, resti in facoltà del Superiore; avuto sempre riguardo che non si vada sino alla sazietà o all'ebbrezza; giacché leggiamo, ai monaci non convenire il vino.
Ma poiché ai tempi nostri non si può fare osservare siffatta cosa; almeno accordiamoci in questo, di non bere mai sino alla sazietà, ma assai parcamente: poicché il vino fa apostatare anche i sapienti.
Dove poi la natura del luogo fa sì, che non si possa avere nemmeno la sopradetta misura, ma molto meno, ovvero niente affatto; coloro che si trovassero in tai luoghi, benedicano Iddio, e non escano in mormorazioni.
E questo, prima di ogni altra cosa, raccomandiamo, che i fratelli vivano senza mai mormorare.»
(Capitolo 40, Della misura del bere)
Frequentemente si facevano delle eccezioni, esentando dal digiuno alcuni gruppi definiti di persone. Tommaso d'Aquino riteneva che si dovesse concedere la dispensa ai bambini, ai vecchi, ai pellegrini, agli uomini di fatica e ai mendicanti, ma non al semplice povero fintanto che avesse una qualche forma di riparo. Esistono molti racconti di membri di ordini monastici che aggiravano le norme sul digiuno grazie ad astute interpretazioni della Bibbia. Dal momento che gli infermi erano esentati dal digiuno, spesso si interpretò la norma nel senso che le restrizioni si applicavano solo nel refettorio principale e molti frati andavano invece a consumare i pasti su quella che sarebbe poi diventata la sedia di misericordia. I superiori di fresca nomina nei monasteri cattolici tentarono di risolvere il problema del mancato rispetto del digiuno non solo per mezzo di condanne morali, ma anche assicurandosi che nei giorni dedicati fossero disponibili piatti senza carne di buona qualità.
Nel XIV secolo i precetti di astinenza subiscono un ulteriore allentamento tanto che gli abati in pensione ottengono da Papa Benedetto XII nel 1335 la dispensa dall'astinenza, da estendere ai loro commensali, ingenerando differenze nell'interpretazione della regola nella vita dei vari cenobi. Determinante nel restituire ad una formalità sempre più blanda l'astinenza perpetua, fu la bolla di Papa Sisto V del 1475 in cui si "autorizzava l'abate di Citeaux ad adattare la legge dell'astinenza alle mutate circostanze storiche". Di lì a breve l'astinenza perpetua si trasforma integralmente: la carne si potrà mangiare, conformemente a quanto concesso "nel 1486 all'abbazia tedesca di Eberbach, [...] tre volte alla settimana: la domenica il martedì e il giovedì".

### Restrizioni alla dieta a seconda della classe sociale
La società medievale si presentava stratificata e divisa in classi rigorosamente separate tra loro. In un'epoca in cui le carestie erano piuttosto comuni e le gerarchie sociali venivano spesso fatte rispettare con la violenza, il cibo era importante segno di distinzione sociale ed aveva una valenza che non conosce paragoni nella maggior parte dei paesi sviluppati del giorno d'oggi. Secondo l'ideologia del tempo la società si componeva di tre stati: la nobiltà, il clero e la gente comune, ovvero la maggior parte della classe lavoratrice. I rapporti tra le classi erano di tipo strettamente gerarchico con la nobiltà ed il clero che rivendicavano la propria superiorità terrena e spirituale rispetto alla gente comune. Tra la nobiltà ed il clero inoltre esistevano una moltitudine di livelli che andavano dal re al papa, dai duchi ai vescovi giù fino ai loro subordinati come i cavalieri e i preti. In generale ci si attendeva che ognuno rimanesse all'interno della propria classe sociale di nascita e rispettasse l'autorità delle classi dominanti. Di norma il potere politico non si dimostrava solo attraverso l'azione di governo, ma anche esibendo la propria ricchezza. I nobili dovevano mangiare selvaggina fresca insaporita con spezie esotiche e mostrare maniere raffinate quando si trovavano a tavola; gli uomini di fatica dovevano accontentarsi di rozzo pane d'orzo, maiale salato e legumi, non ci si aspettava che conoscessero l'etichetta. Questo modo di pensare era rafforzato anche per mezzo di raccomandazioni riguardo alla dieta. La dieta dei nobili e dei prelati di alto livello era considerata sia un segno della loro raffinata costituzione fisica che della loro prosperità economica. L'apparato digerente di un signore doveva per forza essere più delicato di quello di uno dei suoi contadini e subordinati e quindi richiedeva cibi più raffinati. 
Nel tardo Medioevo, la crescente prosperità di mercanti e commercianti borghesi fece sì che alcuni membri del popolo iniziassero ad imitare l'aristocrazia e minacciassero di abbattere alcune delle simboliche barriere tra la nobiltà e le classi inferiori. La reazione si manifestò in due forme: la comparsa di una letteratura didattica che metteva in guardia sui pericoli che comportava l'adozione di una dieta inappropriata rispetto alla classe sociale di appartenenza, e l'emanazione di leggi suntuarie che limitarono il miglioramento della mensa degli appartenenti al popolo.

### La dietetica
La scienza medica del Medioevo aveva una notevole influenza su ciò che veniva considerato salutare e nutriente tra le classi superiori. Lo stile di vita - la dieta, l'esercizio fisico, il corretto comportamento sociale, e il seguire le prescrizioni mediche - era considerato il modo giusto per mantenersi in buona salute e a tutti i tipi di cibi erano attribuite particolari proprietà che avrebbero influito sulla salute delle persone. Tutti gli alimenti erano classificati secondo scale che andavano da caldo a freddo e da umido a secco in accordo con la teoria dei quattro umori corporali proposta da Galeno che fu comunemente accettata dalla medicina occidentale dalla tarda antichità fino al XVII secolo.
Gli studiosi medievali consideravano la digestione un processo simile alla cottura. L'elaborazione del cibo all'interno dello stomaco era visto come il proseguimento della preparazione iniziata dal cuoco. Affinché il cibo fosse "cotto" in maniera appropriata e i principi nutritivi adeguatamente assorbiti, era importante che lo stomaco fosse riempito nel modo corretto. I cibi facilmente digeribili dovevano essere consumati per primi, seguiti gradualmente dai piatti più pesanti. Se questa sequenza non fosse stata rispettata, si credeva che i cibi pesanti sarebbero sprofondati verso la fine dello stomaco, bloccando il condotto digerente in maniera tale che la digestione sarebbe stata estremamente lenta, provocando la putrefazione del corpo e attirando gli umori cattivi all'interno dello stomaco. Era anche di vitale importanza che cibi dalle differenti proprietà non venissero mischiati.
Prima del pasto, lo stomaco andava di preferenza aperto con un aperitivo (dal latino aperio, "aprire") che doveva di preferenza essere di natura calda e secca: confetti di spezie come zenzero, carvi e semi di anice, finocchio o cumino glassati con zucchero o miele accompagnati da bevande composte di vino addolcito e corretto con latte. Lo stomaco, così come veniva "aperto", doveva essere "chiuso" alla fine del pasto con l'aiuto di un digestivo, di solito un confetto, che nel Medioevo consisteva in cubetti di zucchero speziato o nell'ippocrasso, un vino insaporito con spezie profumate che si accompagnava con pezzetti di formaggio stagionato. Il pasto ideale iniziava con della frutta facilmente digeribile, come le mele. A queste avrebbero dovuto seguire verdure come lattuga, cavolo, portulaca, dell'altra frutta umida, carni leggere come pollo o capretto con minestre e brodo. Dopo questi piatti arrivavano le carni "pesanti" come maiale e manzo con altre verdure e frutti, tra cui le pere e le castagne entrambe considerate difficili da digerire.
Il cibo ideale era considerato quello che più si avvicinava alla composizione di umori dell'essere umano, ovvero moderatamente caldo e umido. Gli alimenti di preferenza dovevano essere tagliati in piccoli pezzi, macinati, pesati e modificati per ottenere la miglior fusione di tutti gli ingredienti. Il vino bianco era considerato più freddo del rosso e la stessa distinzione si applicava anche agli aceti. Il latte era tra i cibi moderatamente caldi e umidi, ma si credeva che latte prodotto da animali diversi avesse proprietà diverse. Il tuorlo d'uovo era considerato caldo e umido, mentre l'albume freddo e umido. I cuochi più abili dovevano conformare le proprie preparazioni alle prescrizioni della medicina umorale. Anche se questo limitava le combinazioni di cibi che potevano preparare c'era comunque ampio spazio per le interpretazioni artistiche dei cuochi.

## Differenze regionali
Le variazioni della dieta su base regionale erano frutto delle differenze climatiche, delle diverse condizioni politiche e delle abitudini locali che variavano all'interno del continente. Anche se le generalizzazioni andrebbero evitate è possibile individuare a grandi linee delle zone in cui certi tipi di cibi erano prevalenti. Nelle isole britanniche, nel nord della Francia, nei Paesi Bassi, nelle aree a prevalenza linguistica tedesca, in Scandinavia e nella regione baltica il clima era in genere troppo rigido per permettere la coltivazione della vite e dell'ulivo. Nel sud il vino era la bevanda più comune sia per i ricchi che per i poveri (anche se il popolo in genere doveva accontentarsi del più economico vino di seconda spremitura), mentre nel nord era la birra la bevanda del popolo e il vino un bene d'importazione e quindi costoso. Gli agrumi (anche se non le varietà più comuni al giorno d'oggi) e il melograno erano comuni nell'area del Mediterraneo. Prodotti come fichi secchi e datteri erano talvolta disponibili anche al nord ma in cucina venivano impiegati con una certa parsimonia.
L'olio di oliva era un ingrediente onnipresente in tutta l'area mediterranea, ma nel nord rimaneva un costoso prodotto d'importazione e si usavano quindi in prevalenza oli di papavero, noce e nocciola come alternative più abbordabili.
Burro e lardo, dopo il terribile periodo della peste nera, iniziarono ad essere molto usati specialmente nelle aree settentrionali e nord-occidentali, in particolare nei Paesi Bassi. Quasi universalmente diffusa nelle cucine delle classi medie e superiori la mandorla, usata soprattutto sotto forma del versatile latte di mandorle, usato come surrogato nei piatti che avrebbero richiesto l'uso di latte o uova; la diversa varietà della mandorla amara sarebbe stata scoperta solo diverso tempo dopo.

## I pasti

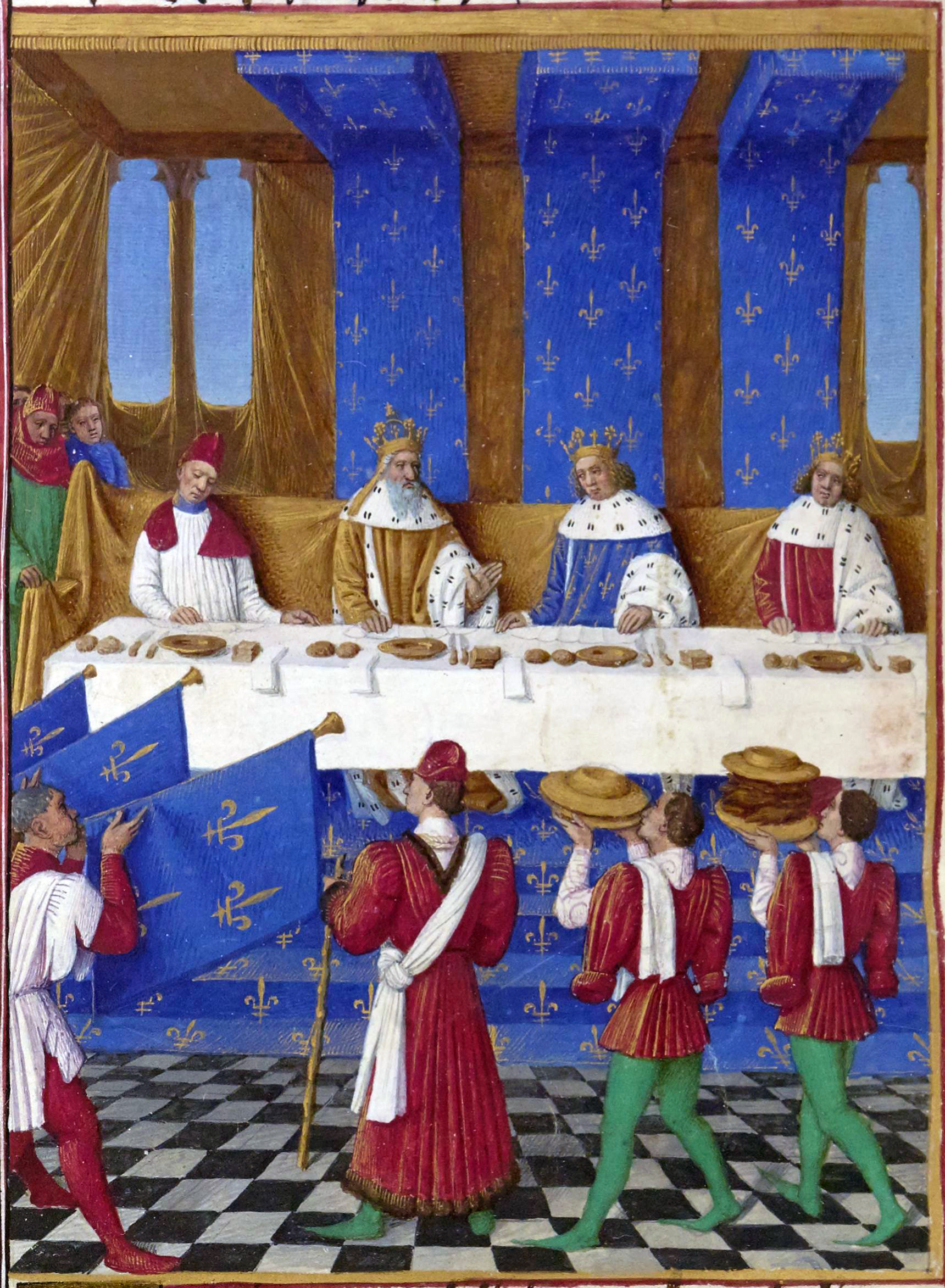
Un banchetto dato a Parigi nel 1378 da Carlo V di Francia (al centro in blu) in onore dell'imperatore Carlo IV e di suo figlio Venceslao IV. Ogni commensale ha due coltelli, un contenitore per il sale, un tovagliolo, pane e un piatto. Dipinto di Jean Fouquet, 1455-1460.

Tipicamente si facevano due pasti al giorno: un pranzo a metà giornata e una cena più leggera alla sera. Il sistema dei due pasti rimase sostanzialmente diffuso fino a tutto il tardo Medioevo. Piccoli spuntini tra i pasti erano abbastanza comuni, ma era anche questione di classe sociale, in quanto chi non doveva fare faticosi lavori manuali ne faceva a meno.

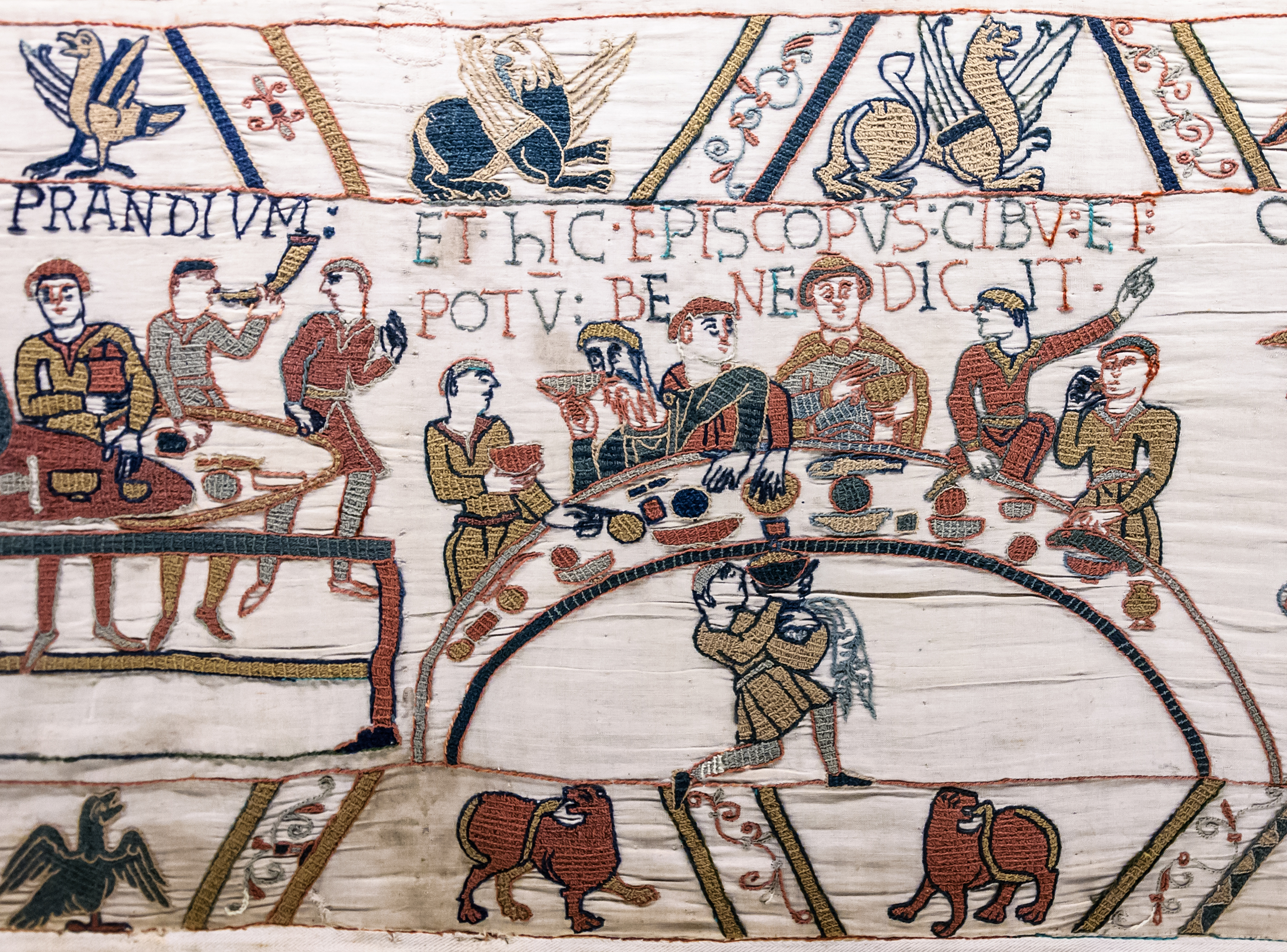
Dettaglio del banchetto di Guglielmo I d'Inghilterra. Arazzo di Bayeux.

I moralisti non vedevano di buon occhio l'interruzione del digiuno notturno ad un'ora troppo mattutina, quindi i membri della chiesa e le classi medio-alte evitavano di farlo. Per ragioni pratiche, la colazione del mattino veniva comunque consumata dalle classi lavoratrici ed era tollerata per i bambini, per le donne, per gli anziani e gli ammalati. Dal momento però che la chiesa predicava contro i peccati di gola e le altre debolezze della carne, gli uomini tendevano a vergognarsi dell'abitudine alla colazione, considerata segno di debolezza. Abbondanti banchetti serali e cene consumate a tarda notte con un considerevole impiego di bevande alcoliche erano considerati immorali. Queste ultime in particolare erano associate con il vizio del gioco d'azzardo, con il linguaggio volgare, con l'ubriachezza e in generale con un comportamento dissoluto. Piccoli pasti e spuntini erano comunque comuni (anche se disapprovati dalla chiesa) e chi lavorava aveva in genere il permesso dai propri datori di lavoro di comprarsi cibo da sbocconcellare durante le pause.

### L'etichetta
Come quasi ogni altro momento della giornata in quell'epoca, nel Medioevo solitamente il pasto era un'attività condivisa con gli altri. Tutti gli abitanti della casa, inclusi i servi, idealmente dovevano mangiare insieme. Evitare la compagnia degli altri, in un mondo dove le persone dipendevano strettamente le une dalle altre, era considerato un comportamento egoista e altezzoso. Nel XII secolo il vescovo di Lincoln Roberto Grossatesta così consigliò la contessa di Lincoln:
(Roberto Grossatesta)
Raccomandava inoltre di stare attenti a che i servi non si allontanassero con gli avanzi di cibo per divertirsi con cene notturne invece che destinarli a elemosina. Verso la fine del Medioevo, i ricchi iniziarono a cercare di sfuggire a questo regime di rigido collettivismo. Quando possibile i ricchi possidenti si ritiravano con le consorti nelle loro stanze private, dove potevano consumare i pasti con maggiore tranquillità e riservatezza. Essere invitati nelle stanze di un signore era un grande privilegio e poteva essere un modo per ricompensare amici e alleati o per intimorire i subordinati. Tale abitudine inoltre permetteva ai nobili di distinguersi dal resto degli abitanti del palazzo e di godersi piatti più raffinati mentre al resto delle persone, che continuava a mangiare nel salone comune, venivano serviti cibi di qualità inferiore. Tuttavia, nelle occasioni più importanti e durante i banchetti, il padrone e la padrona di casa tornavano a mangiare con gli altri nel salone. Esistono descrizioni dell'etichetta che bisognava rispettare a tavola nelle occasioni speciali, mentre sia del comportamento delle classi superiori durante i pasti di tutti i giorni che delle maniere delle persone comuni e dei poveri si sa poco. Si può comunque dire con ragionevole sicurezza che non si concedevano stravaganti lussi come pranzi di molte portate, l'uso di spezie rare o lavarsi le mani in acqua profumata.

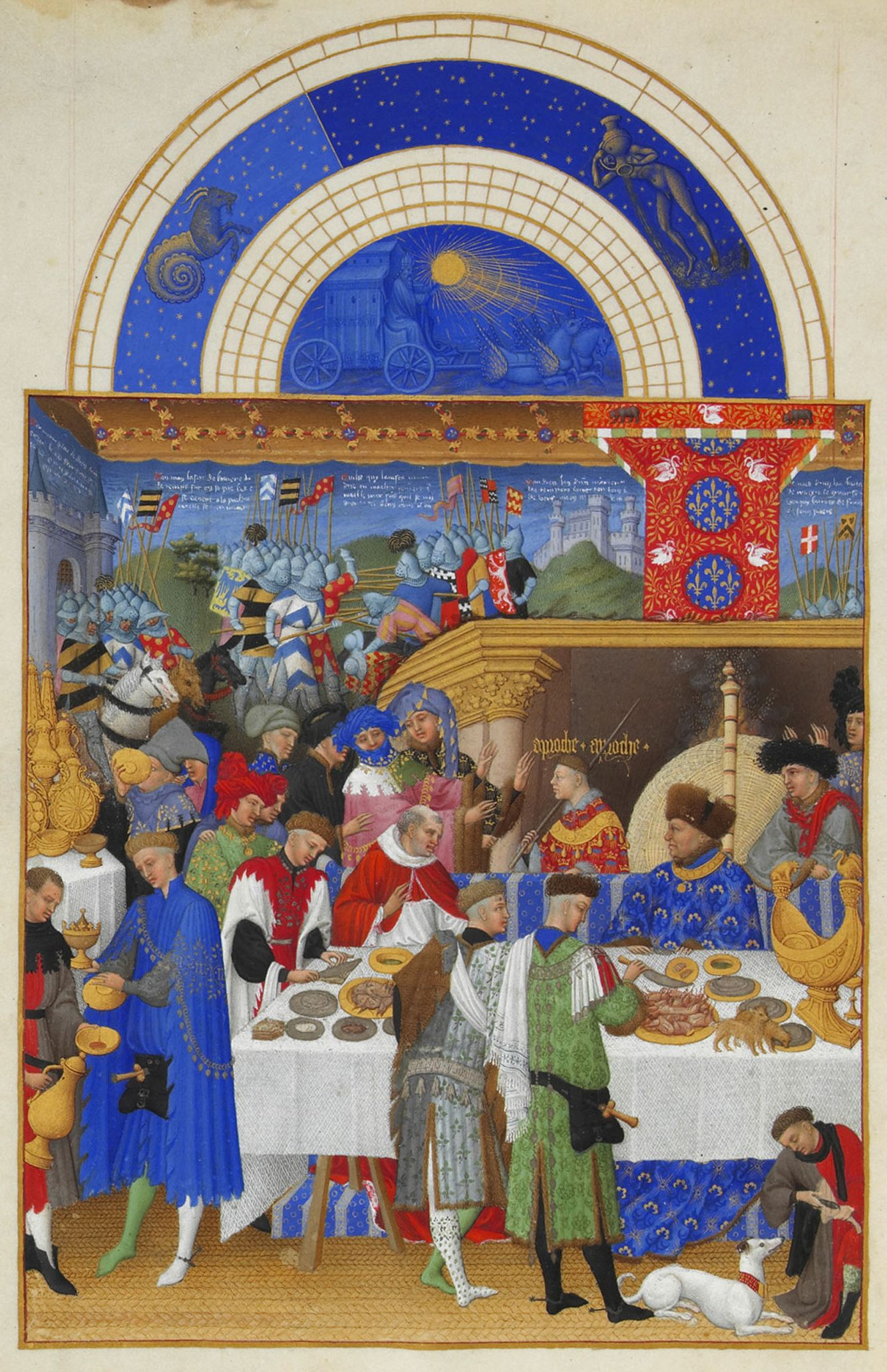
Giovanni, duca di Berry, mentre partecipa ad un pranzo importante. Il Duca siede al tavolo posto sotto un baldacchino di fronte al focolare, assistito da diversi servitori tra cui uno scalcatore di carni. Sul tavolo alla sinistra del Duca c'è un grosso contenitore d'oro per il sale a forma di barca; Très Riches Heures du Duc de Berry, 1410 circa.

Le cose erano naturalmente diverse per i ricchi. Prima dei pasti e tra una portata e l'altra agli ospiti venivano offerti catini d'acqua e asciugamani di lino perché potessero lavarsi le mani, mettendo in evidenza la pulizia della casa. Le abitudini del tempo rendevano difficile alle donne poter rispettare lo stereotipo che le voleva linde, delicate e immacolate anche mentre partecipavano a una sontuosa festa, così la moglie del padrone di casa spesso cenava in privato insieme alla sua cerchia. Poteva unirsi al convivio solo dopo che il pasto vero e proprio, potenziale fonte di sporcizia e confusione, era terminato. Complessivamente le cene raffinate erano riservate soprattutto agli uomini, ed era poco comune, tranne che per gli ospiti più importanti, che qualcuno portasse con sé la moglie o le sue ancelle. La natura gerarchica della società era rafforzata dall'etichetta, dal momento che ci si aspettava che la persona di rango più basso aiutasse quella di rango più elevato, che il giovane assistesse il più anziano, e che gli uomini risparmiassero alle donne il rischio di macchiarsi vestiti e reputazione maneggiando cibi in una maniera che non si addiceva alle donne. Anche nei banchetti più lussuosi l'abitudine di condividere le coppe era diffusa tra tutti, tranne coloro che sedevano al tavolo principale, così come era considerato un comportamento normale spezzare il pane e tagliare la carne anche per i commensali di pari grado.
I cibi venivano per lo più serviti su piatti o grosse pentole. I commensali prendevano la loro parte dai piatti e la mettevano su grosse fette di pane raffermo oppure su tavolette di legno o di peltro, aiutandosi con un cucchiaio oppure a mani nude. Nelle case delle classi inferiori era abitudine comune mangiare poggiando il cibo direttamente sulla tavola. A tavola si usavano i coltelli ma di norma le persone portavano con sé il proprio e solo agli ospiti di assoluto riguardo si dava un coltello riservato. Il coltello veniva condiviso perlomeno con un altro commensale, a meno che uno non fosse persona di rango molto elevato o fosse davvero nelle grazie del padrone di casa. L'uso della forchetta non si diffuse in Europa fino all'età moderna, ovvero all'inizio del XIV secolo, e soltanto in Italia. La differenza nelle abitudini può essere valutata dalle reazioni al comportamento a tavola della principessa bizantina Teodora Anna Ducas Selvo verso la fine dell'XI secolo. La donna, futura moglie del Doge di Venezia Domenico Selvo, provocò un grande sbigottimento tra i veneziani: la sua insistenza nel pretendere che i suoi cibi fossero tagliati dai suoi servitori eunuchi, per poi servirsi di una forchetta d'oro per mangiarne i pezzi, scioccò a tal punto i commensali che, in seguito, san Pier Damiani, vescovo di Ostia, interpretò le sue raffinate maniere esotiche come superbia, parlando in tal modo di lei in occasione della sua morte dovuta a una malattia degenerativa:
(san Pier Damiani, vescovo di Ostia)

## La preparazione dei cibi

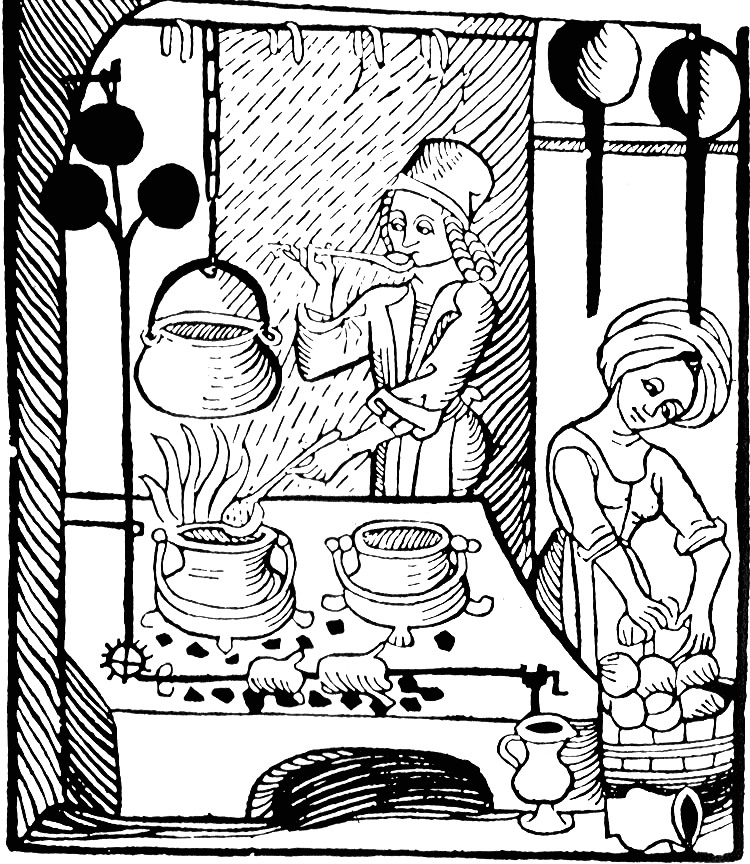
Un cuoco davanti alla stufa con i suoi tipici mestoli: xilografia tratta dal Kuchenmaistrey, il primo libro di cucina in tedesco, 1485.

Tutti i tipi di cottura prevedevano l'uso diretto del fuoco. I fornelli non furono inventati fino al XVIII secolo e i cuochi dovevano essere capaci di cucinare direttamente sopra al fuoco vivo. Si usavano anche forni ma costruirli era molto costoso e se ne trovavano solo nelle dimore più grandi e nelle botteghe di fornaio. Spesso le comunità medievali avevano un forno la cui proprietà era condivisa, in modo che il pane, alimento essenziale per tutti, fosse preparato in forma pubblica anziché privata. Esistevano anche dei forni portatili progettati perché, dopo che il cibo era posto al loro interno, li si seppellisse sotto le braci roventi, mentre altri anche più grandi che si spostavano grazie a delle ruote venivano usati per vendere torte e pasticci lungo le strade delle città medievali. Tuttavia, per la maggior parte delle persone, quasi tutte le cotture si facevano in semplici pentoloni, dal momento che quello era il metodo più efficiente per servirsi del fuoco perché permetteva di non sprecare preziosi liquidi di cottura; zuppe e stufati erano quindi i piatti più comuni. Complessivamente tutto lascia intendere che i piatti medievali avevano un contenuto di grassi piuttosto elevato, perlomeno quando ci si poteva permettere di avere dei grassi in tavola. La cosa non rappresentava infatti il benché minimo problema in un'epoca di durissimo lavoro manuale, di carestie e in cui le rotondità del corpo erano ampiamente accettate quando non addirittura considerate desiderabili; solo i poveri, i malati e gli asceti dovevano essere magri.
Nelle preparazioni si univa senza alcun problema la frutta alla carne, alle uova e al pesce. La ricetta della Tart de brymlent, un pasticcio di pesce, tratta dal ricettario del XIV secolo Forme of Cury comprende un misto di fichi, uva passa, mele e pere da cuocere con salmone o merluzzo, con prugne snocciolate da mettere sotto la crosta superiore del pasticcio stesso. Si credeva importante che il piatto rispettasse le prescrizioni mediche e dietetiche dell'epoca. Questo significa che il cibo doveva essere "miscelato" a seconda della sua natura, combinando nel modo giusto ingredienti, salse e spezie; il pesce era ritenuto di natura fredda e umida quindi si credeva che i metodi migliori per cuocerlo fossero quelli che lo riscaldavano e lo seccavano, come la frittura o il passaggio al forno, oppure la stagionatura con spezie calde e secche. Il manzo era valutato secco e caldo e quindi andava di preferenza bollito. Il maiale, caldo ed umido, doveva essere quindi per lo più arrostito. Alcuni ricettari suggerivano degli ingredienti alternativi basandosi più sulla loro natura umorale che, come farebbe invece un cuoco contemporaneo, sulla somiglianza dei sapori. Ad esempio si dice che per fare una torta di mele cotogne può andare bene anche il cavolo e in un'altra occasione si dice che le rape possono essere sostituite dalle pere.
La pasta frolla, completamente commestibile, non fece la sua comparsa nei ricettari fino al XV secolo. Prima di allora la pasta veniva usata soprattutto come contenitore per il cibo. Ricettari giunti fino a noi mostrano come nel tardo Medioevo la gastronomia ebbe uno sviluppo significativo. Nuove tecniche, come appunto l'uso della pasta frolla e la chiarificazione della gelatina per mezzo dell'albume d'uovo iniziarono a farsi strada verso la fine del XIV secolo e nello stesso periodo le ricette iniziarono a comprendere istruzioni dettagliate per l'esecuzione invece di essere semplici elenchi di ingredienti che servivano solo come aiuto mnemonico per cuochi già esperti.

### L'ambiente cucina nel Medioevo

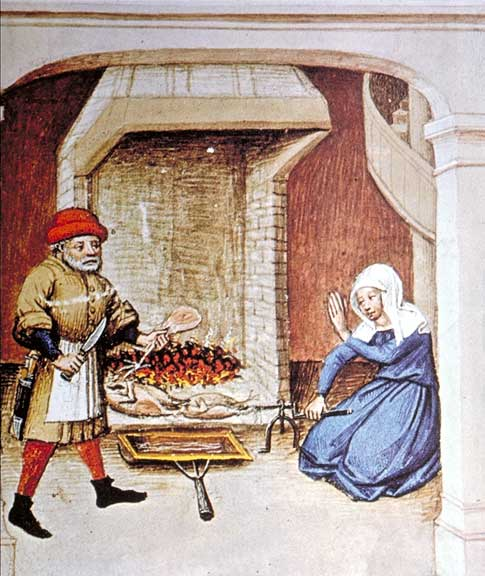
Arrostitura allo spiedo di un volatile. Al di sotto, un piccolo vassoio per la raccolta dei succhi di cottura da riutilizzare per preparare salse o ungere la carne; illustrazione per un'edizione del Decameron del 1432.

Nella maggior parte delle case si cucinava su un focolare aperto posto in mezzo all'ambiente domestico principale, in modo da sfruttare efficacemente anche il calore prodotto. Questa era la disposizione più comune anche nelle dimore più ricche per la maggior parte del Medioevo e la cucina era quindi tutt'uno con la sala da pranzo. Verso il basso Medioevo cominciò a diffondersi l'uso della cucina come stanza separata. Il primo passo in tale direzione fu di spostare il camino o il focolare a ridosso di una delle pareti della sala principale, mentre in seguito si costruirono edifici separati oppure ali della casa che contenevano una zona dedicata alla cucina, spesso divisi dall'edificio principale da un portico coperto. In questo modo i fumi, gli odori e la confusione della cucina potevano essere tenuti lontani dagli ospiti, inoltre si riducevano i possibili pericoli che la presenza del fuoco comportava.
Esistevano già molti utensili da cucina simili a quelli in uso oggi, come padelle, pentole, bricchi piastre e griglie, anche se spesso erano troppo costosi perché i più poveri potessero permetterseli. Altri strumenti specifici per poter cucinare sopra il fuoco vivo erano spiedi di varie misure e materiali, per poter infilzare di tutto, dalle delicate quaglie fino a un bue intero. C'erano anche delle gru munite di ganci regolabili in modo che le pentole e i calderoni potessero essere agevolmente tolti dal fuoco quando serviva. Il cuoco si serviva anche di un assortimento di coltelli, cucchiai, mestoli e grattugie.
Nelle case più agiate tra gli utensili più comuni c'erano il mortaio e il setaccio, poiché molte ricette medievali richiedevano che il cibo fosse finemente tritato, macinato o spezzettato prima o dopo la cottura. Tale usanza era diffusa perché i medici credevano che più minuta era la consistenza del cibo, più il corpo avrebbe assorbito il nutrimento con facilità. Inoltre forniva ai cuochi più abili la possibilità di dare ai piatti forme elaborate e fantasiose. Il cibo finemente tritato era anche direttamente collegato alla ricchezza delle persone; ad esempio la farina finemente setacciata era costosa e quindi riservata ai ricchi, mentre il pane della gente comune era solitamente pane nero fatto con farina grezza. Una tipica tecnica culinaria dell'epoca era la "farcitura", che consisteva nello staccare accuratamente la pelle di un animale, tritarne la carne mischiandola con spezie e altri ingredienti, e quindi reinserire il tutto nella pelle, oppure rimodellare il preparato dandogli la forma di un animale completamente diverso.
Il personale addetto alla cucina di ricchi nobili o delle corti reali poteva talvolta contare centinaia di persone: dispensieri, fornai, pasticceri, addetti alle salse, macellai, scalcatori, inservienti, lattaie, coppieri, e un'infinità di aiutanti di livello più basso. Mentre nelle cucine delle case di campagna spesso ci si serviva per il fuoco della legna raccolta nei campi circostanti, le cucine dei grandi palazzi dovevano quotidianamente fronteggiare i problemi logistici che comportava preparare almeno due pasti al giorno per centinaia di persone. Nel libro di cucina del XV secolo Du fait de cuisine di Chiquart, capo cuoco di Amedeo VIII di Savoia, si possono trovare consigli su come si debba preparare un banchetto della durata di due giorni. Chiquart raccomanda che il capo cuoco disponga almeno di 1.000 carretti di "legna da ardere buona e secca" e di un grande magazzino pieno di carbone.

### Conservazione dei cibi
I metodi di conservazione dei cibi erano sostanzialmente gli stessi che erano stati usati fin dall'antichità, e le cose non cambiarono molto fino all'invenzione della conservazione in scatolette di metallo a tenuta d'aria, avvenuta all'inizio del XIX secolo. Il metodo più semplice e più comune consisteva nell'esporre i generi alimentari al calore o al vento per eliminarne la parte umida e quindi prolungare la durevolezza di quasi tutti i tipi di alimento, dai cereali alle carni; l'essiccazione del cibo riduce drasticamente l'attività di vari microrganismi idrofili che provocano la decomposizione. Nei climi caldi si raggiungeva questo risultato per lo più esponendo il cibo al sole, mentre nei paesi più freddi si sfruttava l'azione del vento (metodo di uso comune soprattutto per la preparazione dello stoccafisso), oppure ci si serviva di forni, scantinati e solai riscaldati. Talvolta si sfruttavano gli stessi ambienti in cui vivevano le persone. Anche sottoporre i cibi ad alcuni procedimenti di tipo chimico, come l'affumicatura, la salatura, la fermentazione o la riduzione in marmellata serviva a farli durare più a lungo. La maggior parte di questi metodi presentava il vantaggio di richiedere poi tempi ridotti per la preparazione dei cibi, inoltre favoriva la creazione di nuovi sapori. Affumicare o salare la carne in autunno era una strategia abbastanza diffusa per evitare di dover nutrire più animali del necessario durante i duri mesi invernali. Era abitudine comune salare parecchio il burro (attorno al 5-10%) perché non si deteriorasse. Le verdure, le uova e il pesce spesso venivano messi sott'aceto, sotto limone o in salamoia pressandoli in capienti vasi. Un altro metodo seguito era di creare una spessa crosta attorno al cibo, cuocendolo nello zucchero, nel miele o nel grasso, e poi riporlo. Si sfruttavano anche in vari modi le modifiche provocate dai batteri; cereali, frutta e uva venivano trasformati in bevande alcoliche, mentre il latte veniva fatto fermentare e trasformato in una grande varietà di formaggi e latticelli.

### I cuochi professionisti

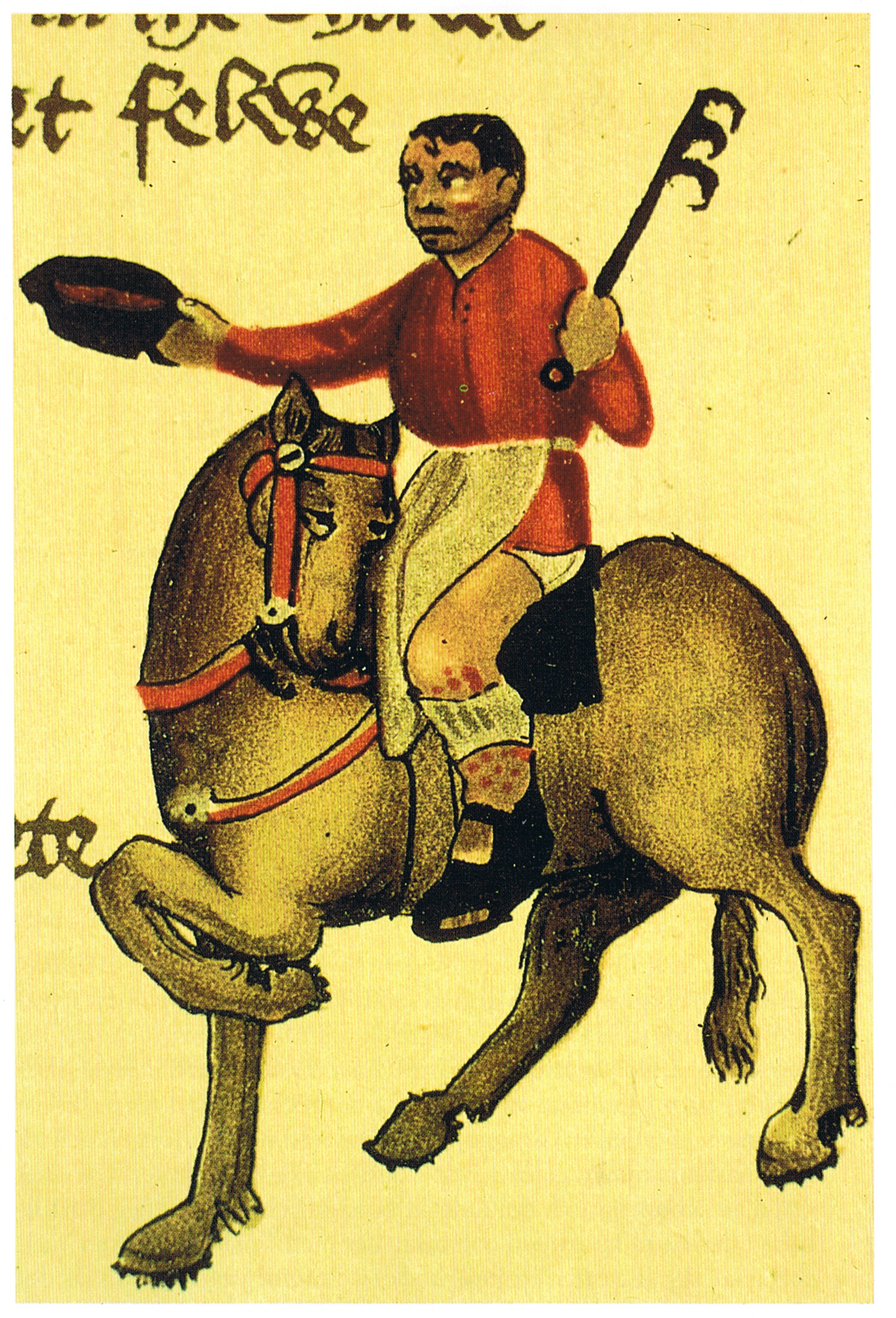
Il cuoco dalla cattiva reputazione de I racconti di Canterbury di Geoffrey Chaucer. Da notare il lungo gancio per la carne che tiene nella mano sinistra, uno degli utensili da cucina più diffusi durante il Medioevo; tratto da I manoscritti di Ellesmere, 1410 circa.

Prima della rivoluzione industriale la maggior parte della popolazione europea viveva in comunità rurali o in fattorie e casali isolati. Di norma dovevano essere autosufficienti e solo una piccola parte della produzione veniva esportata oppure venduta nei mercati. Le città di dimensioni maggiori rappresentavano un'eccezione ed avevano bisogno di un territorio circostante che le rifornisse di cibo e combustibile. La densa popolazione urbana poteva mantenere un'ampia varietà di attività di ristorazione che si rivolgevano ai diversi gruppi sociali. La maggior parte dei poveri che abitavano in città erano costretti a vivere in ristrettezze senza avere la possibilità di usare una cucina e talvolta neppure un focolare, di conseguenza non possedeva la benché minima attrezzatura per cucinare. L'unica opzione di cui disponevano era quindi servirsi di cibo pronto venduto loro da commercianti. Le taverne potevano sia vendere cibo caldo già pronto, una specie di fast food ante litteram, sia offrire il solo servizio di cucina a clienti che portavano con sé, tutti o in parte, gli ingredienti necessari. I viaggiatori, come i pellegrini diretti verso qualche luogo sacro, si servivano di cuochi professionisti per non dover essere costretti a portare con sé le provviste.
A disposizione dei più facoltosi c'erano molti tipi di specialisti che potevano fornire vari tipi di cibi e condimenti: formaggiai, pasticceri, preparatori di salse, eccetera. I cittadini benestanti che avevano i mezzi per tenere una cucina in casa, in alcune occasioni speciali potevano ingaggiare dei professionisti, ad esempio quando il loro personale e la loro attrezzatura non erano sufficienti per sostenere lo sforzo dell'allestimento di un grande banchetto.
Le taverne urbane frequentate dai lavoratori manuali o dai poveri erano considerate luoghi sgradevoli e malfamati da parte dei ceti superiori, e i cuochi professionisti in genere godevano anch'essi di una cattiva reputazione. Il cuoco londinese ritratto da Geoffrey Chaucer nei suoi Racconti di Canterbury viene descritto come un tizio sciatto e trasandato abituato a servire cibo immangiabile, mentre il cardinale francese dell'inizio del XIII secolo Jacques de Vitry nei suoi sermoni definisce l'affidarsi ai venditori di carne cotta come un vero e proprio azzardo per la salute. Anche se talvolta il lavoro dei cuochi era riconosciuto e apprezzato, spesso veniva invece sminuito perché serviva a soddisfare il più elementare dei bisogni fisici dell'uomo, invece di occuparsi del suo miglioramento spirituale. La tipica rappresentazione del cuoco nelle arti figurative e nella letteratura era quella di un uomo dal temperamento collerico e tendente all'ubriachezza, spesso ritratto tra i suoi pentoloni mentre altre persone e animali rubacchiano da questi quanto va preparando.

## Gli alimenti

### Cereali

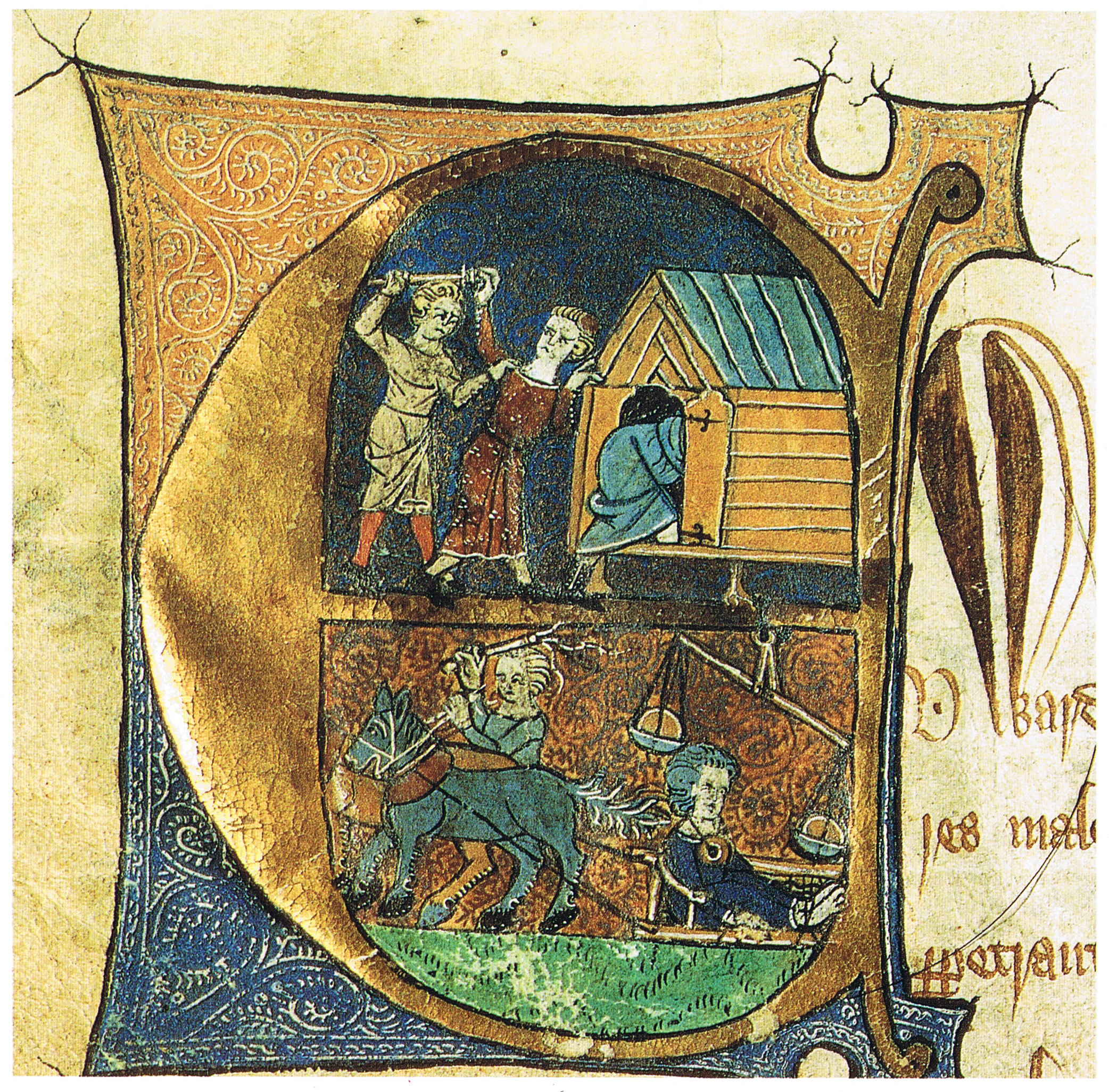
Un fornaio sorpreso ad imbrogliare i clienti viene punito venendo trascinato per il paese su una slitta, con delle fette di pane legate attorno al collo.

Nei primi secoli del Medioevo il tradizionale modello cerealicolo dell'età classica perse, in alcune aree dell'Europa, quella centralità produttiva che aveva costituito il fondamento alimentare durante l'Impero romano. In particolare nell'Italia del nord si verificò "un crollo clamoroso della produzione del frumento" a vantaggio di cereali minori come segale, spelta, orzo, grano saraceno, miglio, avena e sorgo. Almeno fino al XIII secolo il grano tenero resterà appannaggio dei ricchi mentre nell'Italia del sud il frumento continuò ad essere, senza soluzione di continuità con la romanità, il cereale di riferimento sia per le classi ricche sia per i ceti meno abbienti.
Dal farro dell'antichità si inizia lentamente a produrre grano tenero, più facile da raccogliere e di maggior resa, mentre sul modello barbarico continentale ebbe un forte impulso l'attività silvo-pastorale. Bisogna attendere l'età comunale per assistere all'aumento generalizzato della produzione di frumento a cui verrà dedicata una crescente quantità di terreno, divenendo unitamente alle verdure, predominante sull'alimentazione di origine animale come carne e latticini.
Prima del XIV secolo il pane non era un alimento molto diffuso tra le classi inferiori, specialmente nel nord dove il grano cresceva con maggior difficoltà. La dieta basata sul pane diventò gradualmente più comune nel corso del XV secolo e quest'alimento sostituì i pasti intermedi che fino ad allora erano basati su farinate e polente. Il pane lievitato era più comune nelle regioni del sud in cui il grano cresceva più facilmente, mentre al nord o nelle zone di montagna si usava pane non lievitato di orzo, cereale che era comunemente usato anche per nutrire gli animali e pane di segale o avena; questo tipo di pane era usato comunemente anche come rancio per le truppe.
Il riso per tutto il Medioevo rimase un costoso prodotto d'importazione e si iniziò a coltivarlo nell'Italia settentrionale soltanto verso la fine dell'epoca. Il grano era comune in tutta Europa ed era considerato il più nutriente di tutti i cereali e di conseguenza il cereale più prestigioso e più caro. La farina bianca e finemente raffinata comune al giorno d'oggi era riservata alla produzione del pane delle classi superiori. Scendendo dalla scala sociale il pane diventava più grezzo e scuro, e il suo contenuto di crusca aumentava.
Quando il grano scarseggiava o c'era una vera e propria carestia, i cereali potevano essere sostituiti con alimenti più economici e meno pregiati come castagne, legumi secchi, ghiande e un'ampia varietà di vegetali più o meno commestibili.
Una delle portate più comuni di un pasto medievale, sia che si trattasse di un banchetto che di un semplice spuntino, erano gallette o crostini, pezzi di pane secco che potevano essere fatti rinvenire inzuppandoli in un liquido come il vino, il brodo, una zuppa o una salsa e quindi mangiati. Sulle tavole medievali si poteva vedere altrettanto frequentemente la pappa di frumento, una farinata molto densa spesso preparata con brodo di carne e insaporita con spezie. Le farinate venivano preparate con ogni tipo di cereale e potevano essere servite anche come dessert o come pietanza per i malati se preparate con latte o latte di mandorla e addolcite con lo zucchero. In tutta Europa erano comuni torte salate farcite con carne, uova, verdure o frutta, così come pastine, frittelle, ciambelle e altri dolcetti simili. Nel tardo Medioevo si cominciarono a mangiare per dessert biscotti, specialmente di tipo simile al wafer, che diventarono un alimento particolarmente prestigioso. I cereali, sia sotto forma di briciole di pane che di farina, erano usati anche come addensanti per zuppe e stufati, sia da soli che insieme al latte di mandorle.

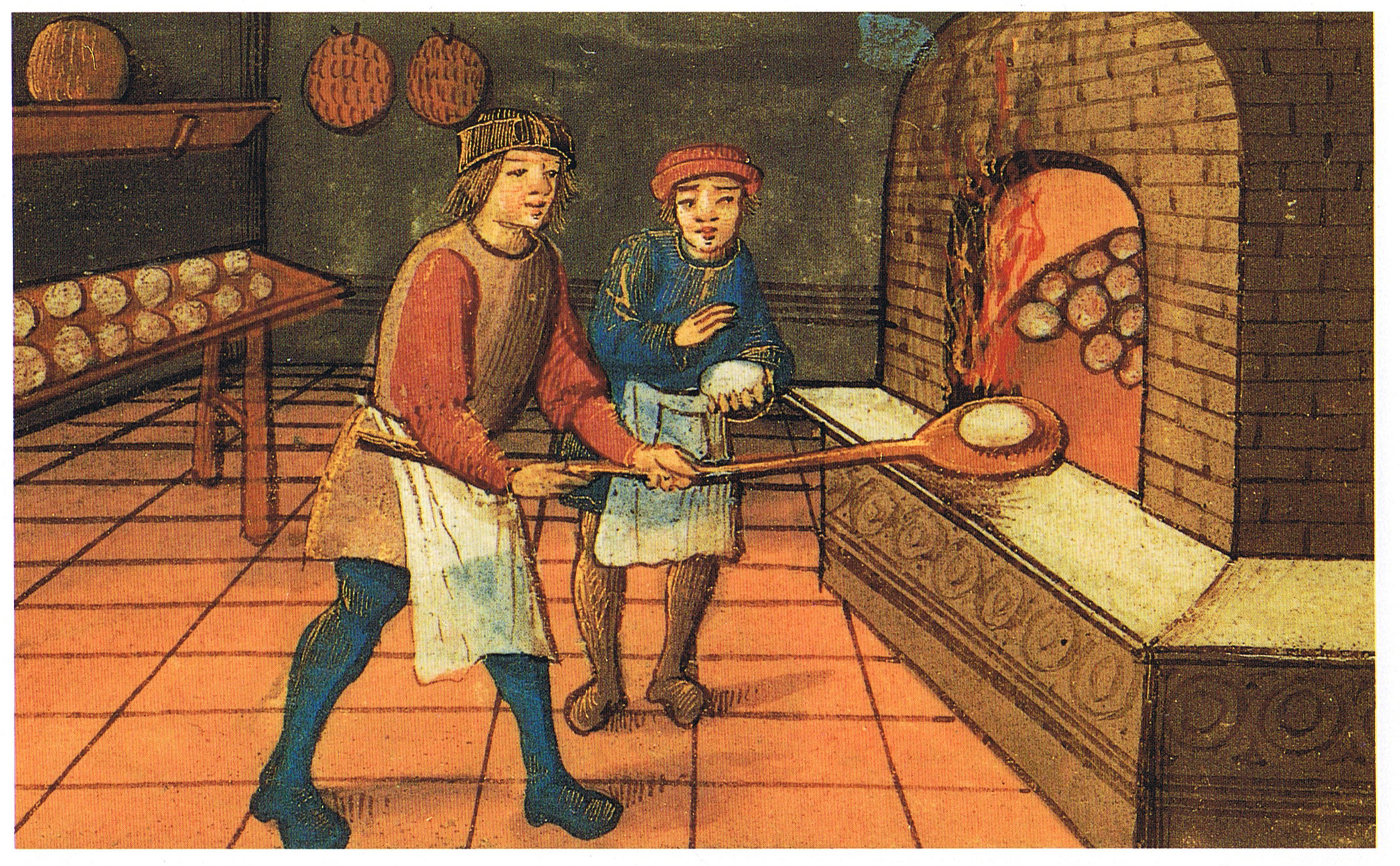
Un fornaio con il suo aiutante. Come si vede dall'illustrazione, la forma più comune per il pane era quella rotonda.

L'importanza assunta dal pane come alimento quotidiano implicò che i fornai ricoprissero un ruolo cruciale in tutte le comunità medievali. Entro il XIV secolo il consumo di pane nella maggior parte dell'Europa occidentale diventò molto elevato. Le stime del consumo pro capite nelle varie regioni sono piuttosto simili: circa 1-1,5 kg di pane a persona ogni giorno. Quella dei fornai fu una delle prime gilde ad essere organizzate nelle città e furono emanati leggi e regolamenti per mantenere stabile il prezzo del pane. L'Assize of Bread and Ale inglese del 1266 fissava lunghe tabelle in cui erano regolati la misura delle pagnotte, il peso e il prezzo in relazione al costo dei cereali. Il margine di profitto del fornaio stabilito dalle tabelle fu in seguito progressivamente aumentato grazie alle pressioni della Worshipful Company of Bakers, che fece compensare ogni tipo di costo dalla legna da ardere al sale, fino alla moglie del fornaio, alla sua casa e pure al cane di bottega. Le eventuali truffe da parte di persone come i fornai, a cui le comunità affidavano un compito di tale importanza, erano considerate un grave crimine. I fornai sorpresi a frodare sul peso o ad adulterare l'impasto con ingredienti meno costosi ricevevano dure punizioni. Questo diede origine all'usanza della "dozzina del fornaio": il fornaio in genere dava 13 pani al prezzo di dodici, per essere certo di non essere sospettato di imbrogliare.

### Frutta e verdura

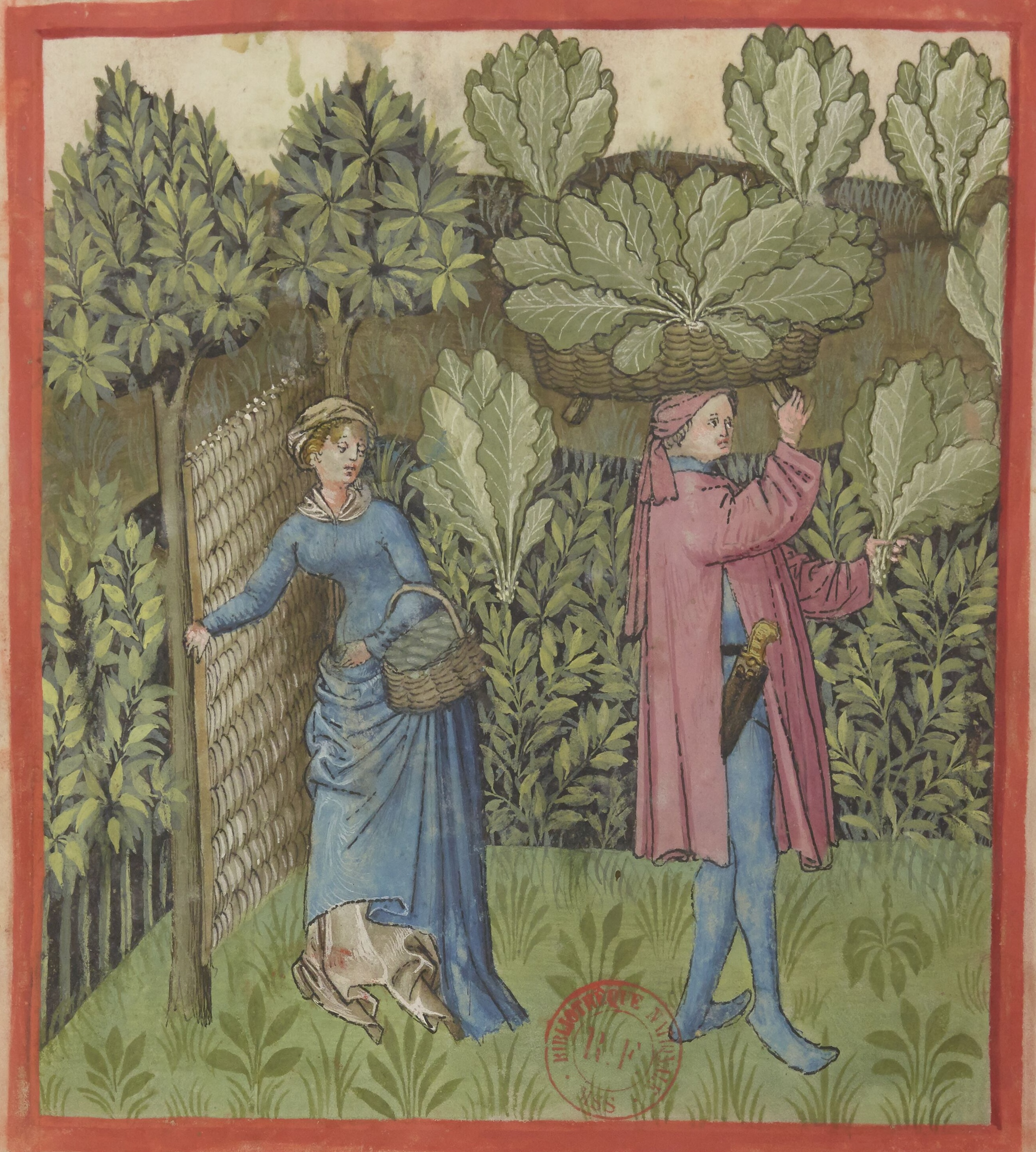
La raccolta dei cavoli; Tacuinum Sanitatis, XV secolo.

Anche se i cereali rappresentavano la base di ogni pasto, verdure come cavoli, barbabietole, cipolle, agli e carote erano anch'esse cibi molto comuni. Molti di questi ortaggi venivano consumati quotidianamente da contadini e lavoratori manuali, pertanto erano considerati alimenti meno prestigiosi della carne. I libri di cucina, scritti soprattutto per chi poteva permettersi un simile lusso e che cominciarono a fare la propria comparsa verso la fine del Medioevo, riportano un modesto numero di ricette che prevedono una verdura come ingrediente principale. La carenza di ricette per molti diffusi piatti a base di verdura, come le zuppe, è stata interpretata non tanto nel senso che tali piatti fossero assenti sulle tavole della nobiltà, quanto che erano considerate così elementari da non richiedere di essere messe per iscritto. Durante il Medioevo erano disponibili diverse varietà di carote: tra queste una rosso-violacea molto saporita e una di minor valore tendente al giallo-verde. Anche legumi come ceci, fave e piselli erano di consumo comune e rappresentavano un'importante fonte di proteine, soprattutto per le classi inferiori.
Fatta eccezione per i piselli, i legumi spesso erano visti con sospetto dai dietisti dell'epoca, che li sconsigliavano agli appartenenti alle classi superiori, in parte per la loro tendenza a provocare flatulenze, ma anche perché venivano associati alla rozza alimentazione dei contadini.
L'importanza delle verdure per la gente comune è attestata da racconti tedeschi del XVI secolo che sostengono che molti contadini mangiavano crauti anche tre o quattro volte al giorno.
Anche il consumo di frutta era molto diffuso ed essa veniva servita in vari modi: fresca, essiccata o conservata. Era anche un ingrediente piuttosto comune presente in molti piatti. Dato che sia lo zucchero che il miele erano alimenti costosi si usava aggiungere la frutta a molte pietanze per addolcirle in qualche modo. Nel sud dell'Europa si consumavano prevalentemente limoni, cedri, arance amare (la varietà dolce venne scoperta solo secoli dopo), melograni, mele cotogne e uva.
Più a nord invece erano più diffuse mele, pere, prugne e fragole. Fichi e datteri venivano mangiati in tutta Europa, ma nel nord restavano comunque costosi prodotti d'importazione.
Alcuni ingredienti comunissimi, e talvolta fondamentali, delle cucine europee contemporanee come patate, fagioli, cacao, vaniglia, pomodori, peperoncini e mais non furono conosciuti dagli europei fino alla fine del XV secolo, quando venne scoperta l'America, e anche in seguito ci volle spesso molto tempo perché questi nuovi cibi fossero diffusamente accettati dalla società.

### Latte e latticini
Il latte e i suoi derivati erano un'importante fonte di proteine animali per coloro che non potevano permettersi la carne. Generalmente si consumava quello di pecora o di capra, ma era diffuso anche il latte di vacca. Il semplice latte fresco veniva raramente consumato dalle persone adulte, tranne i poveri e i malati (medicamento suggerito sin dall'antichità da Ippocrate e Galeno), e generalmente era considerato un alimento per bambini e anziani. I poveri talvolta bevevano latticello o siero di latte oppure latte inacidito o annacquato. Contrariamente all'Europa del nord, con il suo clima freddo, nell'area mediterranea il latte fresco era un alimento meno diffuso rispetto ai prodotti caseari a causa della mancanza di tecnologie adatte alla sua conservazione. Nel consumo abituale di latte gli scrittori medievali riconoscono usi e costumi attribuiti alle società barbariche, individuando il discrimine tra le "società pastorali primitive" che ne facevano abbondante uso, e le "società agricole evolute" che privilegiavano l'utilizzo di cibi elaborati "inventati dall'uomo come il pane e il vino". Fra i vari tipi di latte si riconoscevano con molta prudenza le principali virtù terapeutiche al latte di capra e questo farà dire all'umanista Platina: "ottimo quello di capra perché aiuta lo stomaco, elimina le occlusioni del fegato, lubrifica l'intestino; per secondo viene quello di pecora, per terzo quello di mucca". Talvolta in cucina le classi superiori si servivano del latte aggiungendolo agli stufati, ma sempre a causa delle difficoltà di conservazione veniva più spesso usato al suo posto il latte di mandorla.

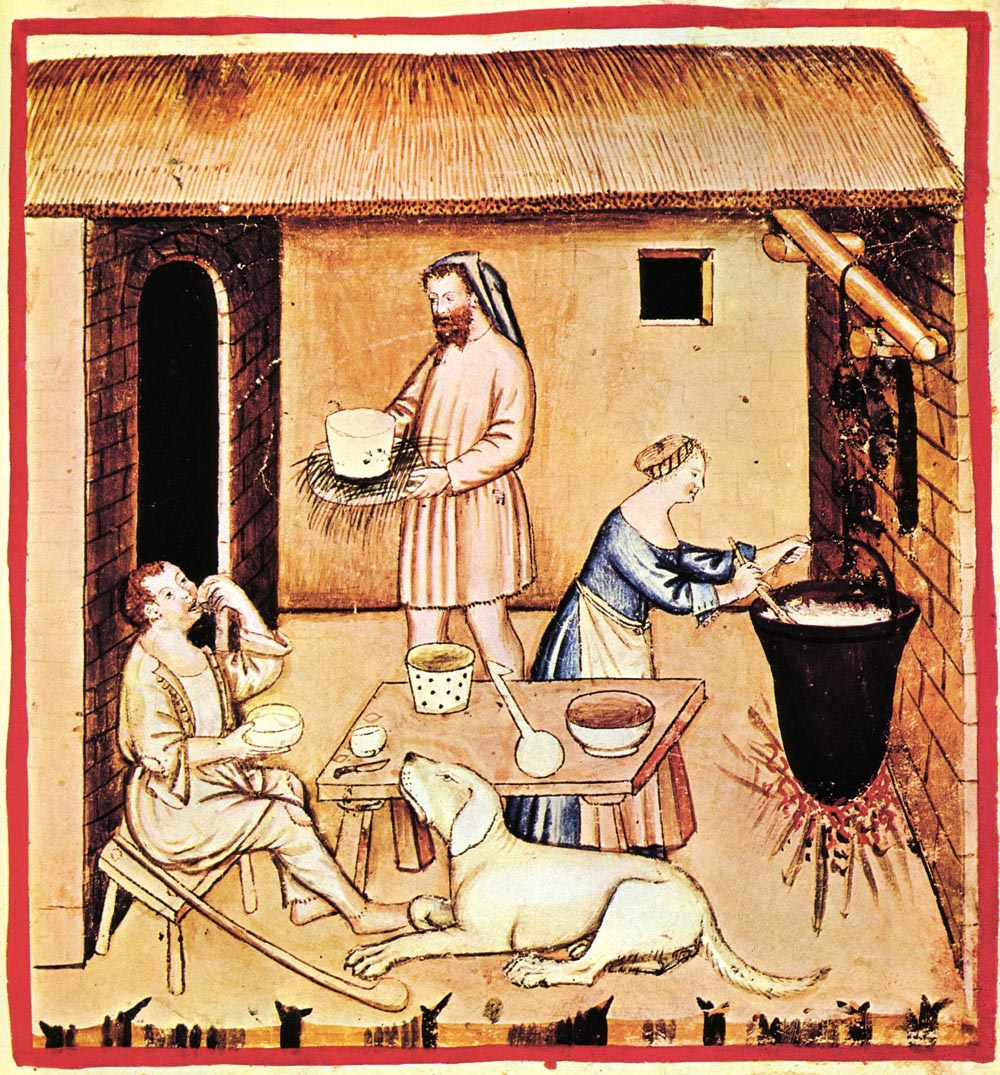
La preparazione del formaggio; Tacuinum Sanitatis, XIV secolo.

Il formaggio era un alimento di gran lunga più importante, specialmente per la gente comune, e alcuni hanno suggerito che sia stato per lunghi periodi la principale fonte di proteine animali per gli appartenenti alle classi inferiori. Sia il Platina sia Pantaleone di Confidenza lo raccomandano a conclusione del pasto «finché la bocca non sa di formaggio», consuetudine rimasta inalterata fino ai tempi odierni e presente sin da allora nei più celebri ricettari di cucina come in quello di Maestro Martino che prescrive il "caso in patellecte" caldo a fine pasto. I formaggi erano prevalentemente di pecora o di capra, meno frequenti di mucca, e almeno fino al XII secolo, costituivano il principale sostentamento per le classi inferiori e l'abbellimento delle tavole dei ricchi.
Ma fu proprio nel Basso Medioevo che si assisté ad un lento rovesciamento di valori, grazie all'influenza culturale del "modello alimentare monastico", di fatto inclusivo sempre più spesso dei formaggi nella dieta dei monaci, che intravide nei derivati del latte un ottimo alimento sostitutivo della carne, unitamente al pesce e alle uova. Infatti nei monasteri, grazie all'apporto dei "rustici" residenti nelle pertinenze, si iniziò quel processo di sperimentazione e affinamento dei prodotti caseari così che, afferma Massimo Montanari "la cultura della rinuncia diventava essa stessa generatrice di una nuova cultura gastronomica, di uno spirito curioso e creativo da cui presero avvio molte future acquisizioni del gusto." Sempre più spesso gli affittuari riconosceranno, in pagamento ai monaci, quote di formaggio sia a peso sia nel numero di forme, come nel caso dell'Abbazia di San Colombano di Bobbio, sull'Appennino emiliano e del Monastero di Santa Giulia di Brescia.
Tra Trecento e Quattrocento i formaggi verranno più volte menzionati nei ricettari con descrizioni accurate, entrando a pieno diritto nelle tavole imbandite delle classi agiate: "formaggio duro, grasso, tomini, pecorino, sardesco; marzolini, provature e ravogliuoli" dirà Cristoforo di Messisbugo, cuoco alla corte degli Estensi. Per il confezionamento delle torte e dei pasticci dolci o salati ormai il "cascio fresco" diviene un ingrediente abituale: si unisce alle uova, alla carne e alle verdure, in ricette che preludono a quelle dell'era moderna e in voga ancor oggi: «crispelli di carne, o vero tortelli e ravioli», la spalla di pecora ripiena di «cascio fresco, bene pesto con ova, in bona quantità»; nel «pastello romano», nella «torta parmesana» con il formaggio fresco e stagionato, nelle «ova piene» e nelle «lasagne» assieme all'uso di arrostirlo sul fuoco infilzato in un legno.
Molte varietà di formaggio attualmente in produzione e commercio erano disponibili e ben conosciute già durante il Medioevo, come l'edam olandese, il brie del nord della Francia oltre ai già citati pecorino e parmigiano molto apprezzato anche nelle varianti lodigiane e piacentine. È al parmigiano che allude Salinbene da Parma per le lasagne di cui era ghiotto frate Giovanni da Ravenna e famoso è il Paese di Bengodi di Giovanni Boccaccio con la «montagna tutta di formaggio Parmigiano grattugiato, sopra la quale stavan genti che niuna altra cosa facevan, che fare maccheroni e raviuoli e cuocergli in brodo di capponi» tanto che sulla fine del Medioevo comincerà ad entrare in crisi la tradizionale superiorità del pecorino sul parmigiano, un lento declino che per contro farà assurgere il parmigiano alle vette dei tempi odierni.
Oltre ai formaggi c'erano anche latticini fatti con il siero, come la ricotta, ottenuti con i sottoprodotti della lavorazione di formaggi più duri e stagionati che entrano sempre più spesso nelle ricette tardo medievali. Un altro importante prodotto era il burro, molto popolare nell'Europa settentrionale dove, nella seconda metà del Medioevo, ci si era specializzati nell'allevamento del bestiame, specialmente nei Paesi Bassi e nella Scandinavia meridionale. In queste zone il burro fu il principale grasso di cottura, mentre in altre regioni si usavano altri grassi come l'olio o il lardo. Inoltre, dal XII secolo in poi da tali regioni nacque un lucrativo commercio di esportazione di tale prodotto.

### Carni

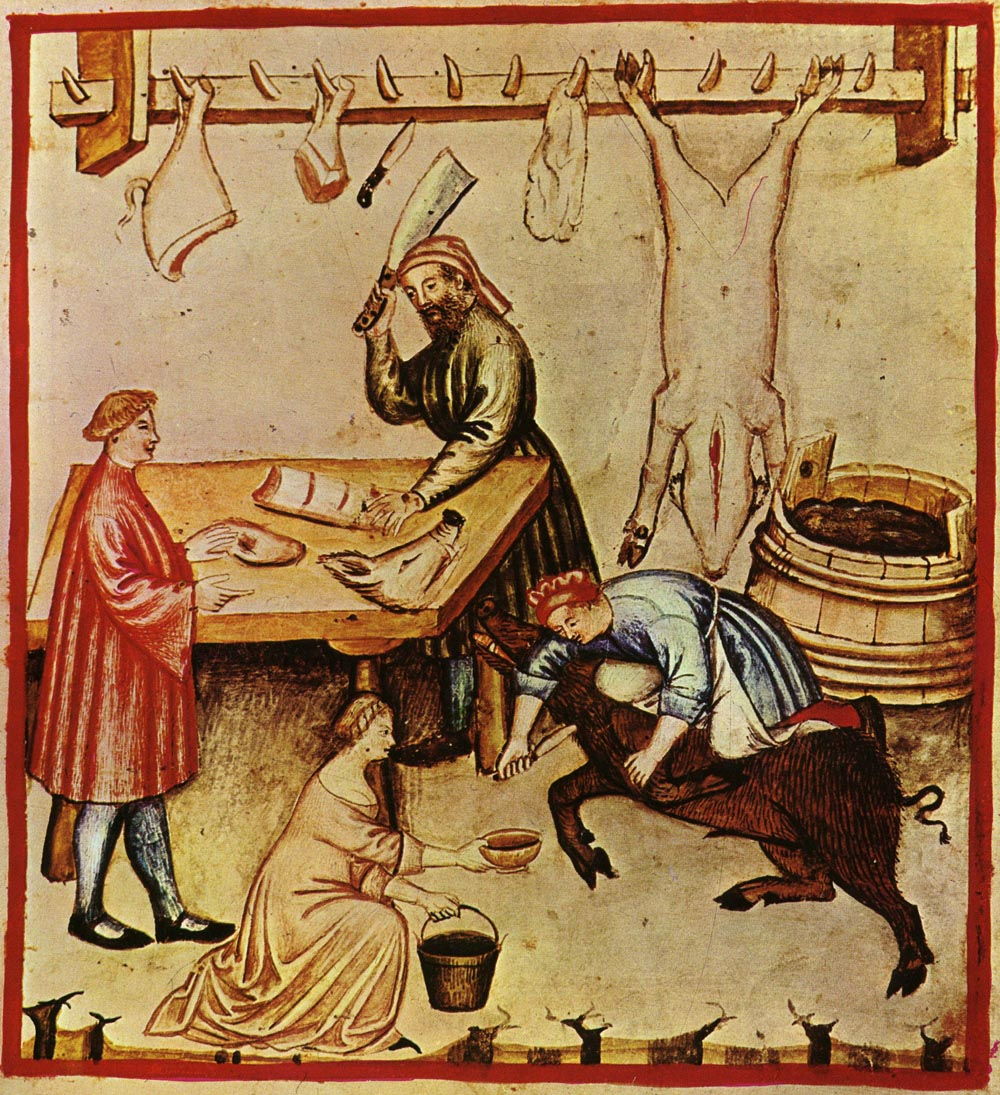
La bottega di un macellaio del XIV secolo. Dalla rastrelliera pendono la carcassa intera di un maiale e altri pezzi di carne, mentre il commerciante prepara dei tagli per il cliente.

Anche se tutte le varietà di selvaggina erano molto popolari, perlomeno tra quelli che se le potevano permettere, la maggior parte della carne che veniva consumata proveniva da animali domestici. La carne bovina non era diffusa come al giorno d'oggi, perché allevare le mandrie era molto impegnativo, richiedeva abbondanti pascoli e grandi quantità di foraggio e buoi e vacche erano considerati molto più utili come animali da lavoro e come produttori di latte. I capi che venivano macellati perché vecchi e non più adatti al lavoro non erano particolarmente appetibili e di conseguenza la loro valutazione era piuttosto bassa. Molto più usata era la carne di maiale, dal momento che si tratta di un animale che richiede meno cure e si nutre di alimenti più economici. I maiali domestici spesso venivano lasciati razzolare liberamente anche nelle città e si nutrivano di ogni tipo di rifiuti organici provenienti dalle cucine, mentre il maialino da latte era considerato una vera leccornia. Molto diffuse erano anche le carni di montone o di agnello, soprattutto nelle zone in cui era più sviluppata l'industria della lana, così come quelle di vitello. A differenza di quanto oggi accade nella maggior parte del mondo occidentale, tutte le parti dell'animale venivano mangiate, incluse orecchie, muso, coda, lingua e interiora. L'intestino, la vescica e lo stomaco venivano impiegati per rivestire salsicce e salumi oppure venivano utilizzati dai cuochi per dare al cibo forme fantastiche e artificiali come quella di uova giganti. Tra i tipi di carne allora usate ma rare al giorno d'oggi o considerate inadatte all'alimentazione umana c'erano quelle di riccio e di istrice, occasionalmente menzionate in ricettari del tardo Medioevo.
Si mangiava poi un'ampia varietà di volatili tra cui cigni, pavoni, quaglie, pernici, cicogne, gru, allodole e praticamente qualsiasi uccello che potesse essere cacciato. Cigni e pavoni spesso erano addomesticati, ma venivano consumati solo dalla classe più elevata e in effetti apprezzati più per il loro magnifico aspetto (li si usava per creare piatti molto appariscenti da servire in tavola) che per la bontà delle carni. Come succede anche oggi oche ed anatre erano animali domestici piuttosto diffusi, ma non raggiungevano la popolarità di cui godeva il pollo, che in pratica era l'equivalente pennuto del maiale. Curiosamente, si credeva che l'oca facciabianca, una specie nordica e selvatica, non si riproducesse deponendo le uova come gli altri uccelli, ma che nascesse dai cirripedi marini che si trovavano sulle scogliere e di conseguenza era considerata un alimento accettabile per i periodi di penitenza e digiuno.
La carne era un cibo più caro rispetto a quelli di origine vegetale e poteva raggiungere un costo anche quattro volte superiore a quello del pane. Il pesce poteva invece costare anche sedici volte di più, ed era quindi troppo caro anche per le stesse popolazioni costiere. Questo significava che nei giorni di digiuno la dieta, per coloro che non potevano permettersi alternative alla carne e ai prodotti di origine animale come uova e latte, poteva essere piuttosto povera.
Fu solo dopo l'epidemia di peste nera (1347-1352) che uccise quasi un terzo della popolazione europea che la carne diventò un alimento comune anche per le persone più povere. La drastica riduzione di abitanti di molte aree provocò una carenza di manodopera che significò di conseguenza un aumento dei salari. Inoltre vasti appezzamenti di terreno rimasero incolti, rendendoli disponibili per il pascolo, fatto che immise una maggiore quantità di carne sui mercati.

### Pesce e frutti di mare

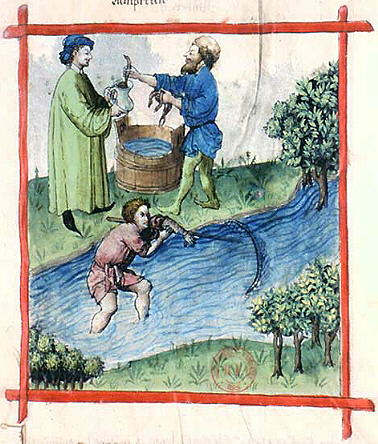
La pesca della lampreda in un ruscello; Tacuinum Sanitatis, XV secolo.

Anche se meno prestigiosi della carne di altri animali, e spesso considerati semplicemente l'alternativa alla carne per i giorni di magro, pesci e frutti di mare rappresentavano comunque la base dell'alimentazione di molte popolazioni costiere. "Pesce" per l'uomo medievale era una categoria che ricomprendeva qualsiasi animale non venisse considerato propriamente un animale di terra, tra cui i mammiferi marini come le balene e i delfini. Rientravano nella definizione anche i castori, per la loro coda squamosa e per il fatto che passano molto tempo in acqua, e le oche facciabianca perché non si sapeva nulla delle loro migrazioni. Tutti questi animali erano considerati un cibo accettabile per i giorni di penitenza. Sulle coste dell'oceano Atlantico e nel mar Baltico erano molto importanti la pesca e il commercio di aringhe e merluzzi. L'aringa ebbe un impatto senza precedenti nell'economia del Nord Europa, e fu uno dei beni di consumo più comuni tra quelli trattati dalla Lega Anseatica, una potente alleanza di compagnie commerciali dell'area germanica. Le aringhe affumicate preparate con il pescato del Mare del Nord si potevano trovare anche in mercati lontanissimi come quello di Costantinopoli.
La maggior parte del pesce veniva consumato fresco, ma una discreta quantità veniva invece salato, essiccato o, in misura minore, affumicato. Lo stoccafisso, il merluzzo aperto a metà, appeso ad un palo e lasciato a seccare, era molto comune anche se la sua preparazione richiedeva molto tempo e che il pesce venisse lungamente battuto con una mazza prima di essere fatto ammollare in acqua. Le popolazioni che vivevano lungo le coste del mare o dei fiumi consumavano anche una certa varietà di molluschi, come ostriche, cozze e cappesante, oppure crostacei come i gamberi di fiume. Si consumavano comunemente anche pesci d'acqua dolce come lucci, carpe, lamprede, trote e pesci persici. Rispetto alla carne il pesce per le popolazioni dell'entroterra era molto più costoso, specialmente nell'Europa centrale, e per molti era fuori dalla loro portata.

### Odori, spezie e condimenti

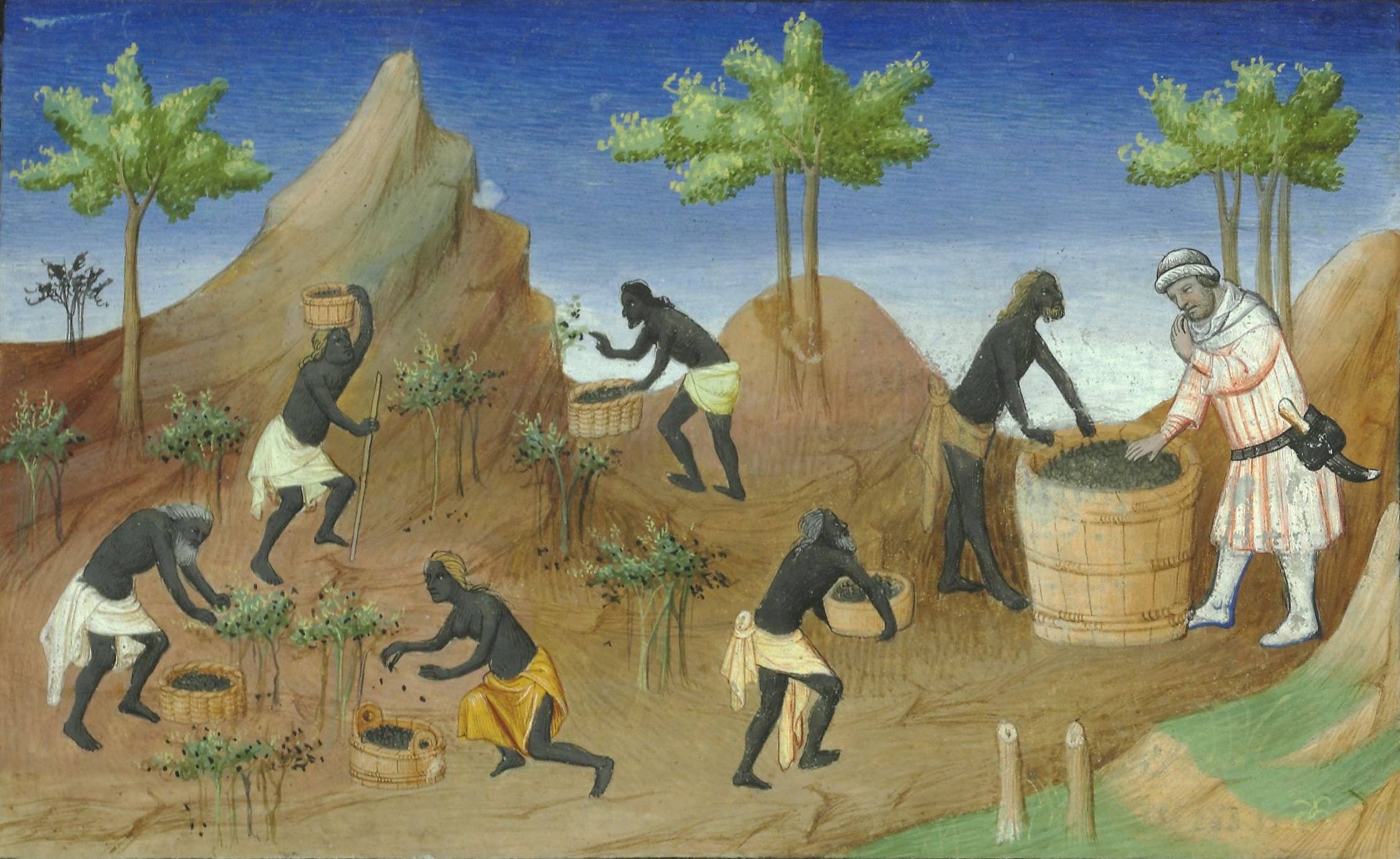
La raccolta del pepe; edizione francese de Il Milione, data incerta.

Le spezie erano tra i prodotti più lussuosi tra quelli disponibili durante il Medioevo; le più comuni erano il pepe nero, la cannella (e la sua alternativa economica, la cassia), il cumino, la noce moscata, lo zenzero e i chiodi di garofano. Tutte dovevano essere importate dalle piantagioni dell'Asia e dell'Africa, fatto che le rendeva estremamente costose. Si stima che nel corso del tardo Medioevo ogni anno venissero importate in Europa occidentale circa 1.000 tonnellate di pepe e 1.000 di altre spezie. Il valore di tali prodotti equivaleva a quello del fabbisogno annuale di grano di un milione e mezzo di persone.
Mentre il pepe era la spezia più comune lo zafferano, usato sia per il suo sapore che per il vivido colore giallo che conferisce ai piatti, era invece quella più esclusiva. Alcune tra le spezie allora in uso attualmente sono cadute quasi nel dimenticatoio come i grani del paradiso, semi di una pianta affine al cardamomo che nella cucina tardo medievale del nord della Francia avevano quasi completamente soppiantato il pepe, il pepe lungo, il macis, il nardo, la galanga e il cubebe.
Lo zucchero era considerato un tipo di spezia, sia per il suo alto costo che per le sue qualità umorali. In pochi piatti si usavano solo uno o due tipi di spezie, ma piuttosto una combinazione di molte di esse. Anche quando in una pietanza uno degli aromi era nettamente prevalente si usava combinarlo con un altro per generare un sapore composto, ad esempio unendo prezzemolo e chiodi di garofano, oppure pepe e zenzero.
Comuni erbe aromatiche come salvia, senape nera, prezzemolo, carvi, menta, aneto e finocchio venivano coltivate in tutta Europa e venivano regolarmente usate in cucina. Molte di queste piante venivano fatte crescere in orti o giardini e rappresentavano un'alternativa economica alle spezie esotiche. In particolare la senape era particolarmente amata per il suo ottimo connubio con le carni e Ildegarda di Bingen la descrive come un alimento tipico dei poveri. Le erbe aromatiche erano considerate meno prestigiose delle spezie ma venivano comunque impiegate anche alla tavola dei ricchi, pur investite di un ruolo marginale o usate solo per colorare i cibi. L'anice era usato per insaporire i piatti a base di pesce o di pollo e i suoi semi usati per produrre confetti glassandoli con lo zucchero.

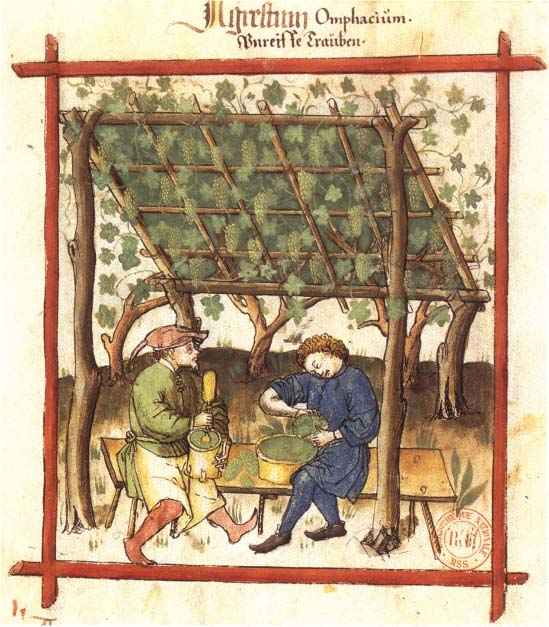
Spremitura di uva verde per la preparazione dell'agresto; Tacuina sanitatis, 1474.

I ricettari medievali giunti fino a noi frequentemente suggeriscono di insaporire i cibi con liquidi acidi o aspri. Vino, agresto,aceto o succhi di diversi tipi di frutta, specialmente quelle il cui sapore è più aspro, erano universalmente diffusi e rappresentavano un autentico tratto caratteristico della cucina tardo medievale. Uniti ad altre spezie e a sostanze zuccherine questi succhi conferivano ai piatti un caratteristico sapore tra l'agrodolce e il fruttato. Ugualmente comuni, e usate come contrasto al sapore piuttosto deciso di questi ingredienti, erano le mandorle dolci. Venivano impiegate in molti modi: intere, sgusciate o meno, a fettine, macinate e, impiego più importante, lavorate fino ad ottenerne il latte di mandorla. Questo era probabilmente l'ingrediente più usato di tutta la cucina tardo medievale e contrastava l'aroma delle spezie e dei liquidi di cottura aciduli con il suo sapore dolce e la sua consistenza cremosa.
Il sale era un altro elemento fondamentale e impiegato ovunque della cucina medievale. La salatura, insieme all'essiccazione, era uno dei metodi più comuni per conservare i cibi e ciò significava che spesso pesci e carni erano eccessivamente salati. Molti ricettari medievali specificano di fare attenzione all'eccessiva salatura e raccomandano di ammollare in acqua alcuni alimenti per liberarli dall'eccesso di sale. Il sale era presente anche direttamente sulle tavole nel corso dei pranzi più importanti: più era ricco l'anfitrione o più prestigioso era l'ospite, più era ricco ed elaborato il contenitore del sale nonché il prezzo del sale stesso. I signori più facoltosi possedevano saliere di peltro, di metalli preziosi o altri materiali pregiati, spesso finemente decorate. Dal livello della cena dipendeva anche quanto finemente macinato sarebbe stato il sale, nonché la sua colorazione. Il sale usato per cucinare, per conservare e quello usato dalla gente comune era più grezzo; il sale marino, in particolare, aveva una maggior quantità di impurità, e veniva venduto in una gamma di colori che andavano dal nero al verde. Il sale più costoso e raffinato, invece, aveva un aspetto molto simile al sale fino attualmente in commercio.

### Dolci e dessert
Il termine "dessert" proviene dall'antico francese desservir, che significava "sparecchiare la tavola" o letteralmente il contrario di servire, ed è entrato in uso proprio durante il Medioevo. Originariamente consisteva in caramelle o piccoli confetti serviti con vino caldo speziato e pezzi di formaggio stagionato, mentre nel tardo Medioevo aveva iniziato ad includere frutta fresca ricoperta di zucchero, miele o sciroppi con dolcetti a base di frutta cotta.
Esisteva nel Medioevo un'ampia varietà di frittelle, crêpes zuccherate, budini, tortine
e paste di sfoglia che talvolta potevano contenere della frutta, ma anche midollo o pesce. Nei paesi germanofoni erano particolarmente amati i krapfen, che venivano anch'essi farciti in vari modi. In Italia e nel sud della Francia era molto diffuso il marzapane che si ritiene sia stato introdotto dagli arabi. I libri di cucina anglo-normanni sono pieni di ricette per preparare budini dolci e salati, minestre, salse e torte con fragole, ciliegie, mele e prugne. I cuochi inglesi avevano un debole per l'impiego di petali di fiori come rose, violette e sambuco. Una prima versione della quiche si può trovare nel Forme of Cury, un ricettario del XIV secolo dove viene chiamata Torte de Bry ed ha una farcitura di formaggio e tuorlo d'uovo.
Nel nord della Francia si consumava un vasto assortimento di cialde e wafer, mangiati con formaggio e hypocras oppure un malvasia dolce come issue de table (piatto preso prima di lasciare la tavola). L'onnipresente zenzero candito, il coriandolo, l'anice e altre spezie venivano definite épices de chambre (spezie da salotto) e venivano consumate come digestivi alla fine del pasto per "chiudere lo stomaco". I conquistatori arabi della Sicilia introdussero sull'isola una certa varietà di nuovi dolci e dessert che finirono per diffondersi in tutta Europa. Così come Montpellier, la Sicilia un tempo fu celebre per i suoi confetti e per il suo torrone. Dal sud del Mediterraneo gli arabi portarono anche l'arte di preparare il gelato che si tradusse nella nascita del sorbetto e altri dolci come la cassata siciliana (che deve il nome all'arabo qas'ah, termine che designava la ciotola di terracotta in cui veniva modellata) fatta di marzapane, pan di Spagna e ricotta dolce, e i "cannoli alla siciliana" (in origine "cappelli di turchi") fritti, tubi di pasta dolce e fritta riempiti di ricotta zuccherata.

## Bevande

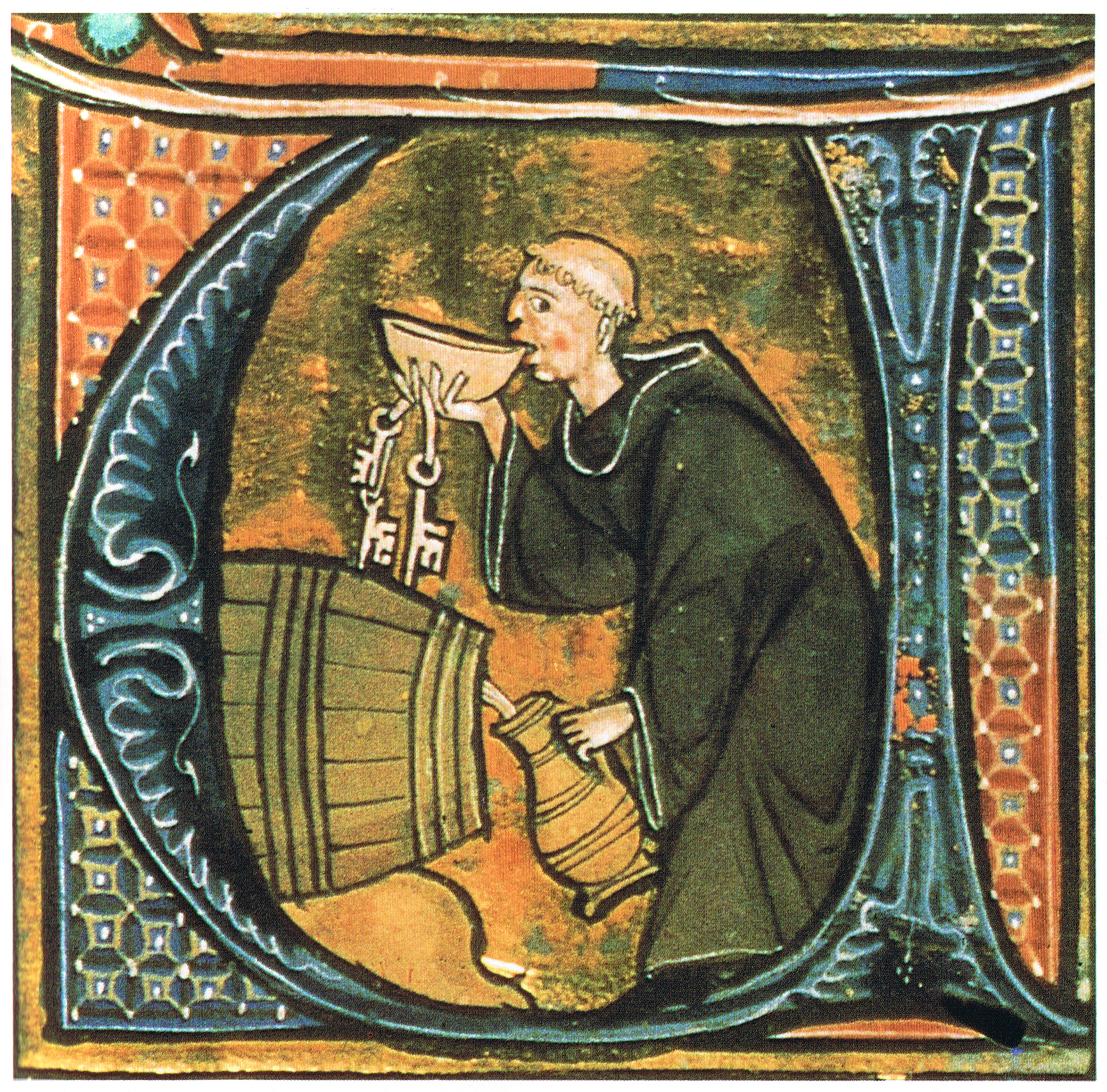
Un monaco assaggia del vino.

In epoca moderna l'acqua rappresenta una scelta comune per la bevanda con cui accompagnare un pasto. Nel Medioevo invece, le preoccupazioni riguardo alla sua purezza, le raccomandazioni mediche e il suo scarso prestigio la rendevano una scelta di secondo piano e le bevande alcoliche venivano sempre preferite. Erano infatti considerate più nutrienti e migliori per favorire la digestione rispetto all'acqua, inoltre avevano l'ineguagliabile pregio, grazie al loro contenuto alcolico, di essere meno inclini a guastarsi ed andare a male. Il vino veniva consumato quotidianamente nella maggior parte della Francia e in tutti i paesi del bacino del Mediterraneo dove si coltivava la vite. Nei paesi del nord era la bevanda preferita dalla borghesia e dalle classi elevate che potevano permetterselo, ma molto meno comune tra i contadini e la classe lavoratrice. La bevanda della gente comune nei paesi nordici era la birra. Data la difficoltà di conservare a lungo questa bevanda (specialmente prima dell'introduzione del luppolo) veniva per lo più consumata fresca; era quindi meno limpida rispetto alle birre moderne ed aveva un contenuto alcolico minore.
Il latte non veniva bevuto dagli adulti, tranne i poveri e i malati ed era riservato a bambini ed anziani. Era comunque molto meno diffuso degli altri prodotti caseari per la mancanza di tecnologie che gli impedissero di andare a male in fretta.
Alla pari del vino sin dall'antichità si preparavano succhi con diversi frutti e bacche, che venivano consumati anche durante il Medioevo: il vino di melograno e di more e il sidro di pere e di mele erano popolari soprattutto nei paesi nordici dove questi frutti crescevano abbondanti. Tra le bevande medievali sopravvissute fino ai giorni nostri si ricorda il prunellé , fatto con le prugne selvatiche (attualmente chiamato slivovitz). Nei ricettari medievali si trovano molte varianti per preparare l'idromele, con o senza contenuto alcolico. Tuttavia, questa bevanda a base di miele diventò meno popolare verso la fine del periodo e finì per essere relegata ad uso medicinale. L'idromele è stato spesso rappresentato come la bevanda d'elezione delle popolazioni slave: questo era vero solo in parte perché l'idromele rivestiva un grande valore simbolico, specialmente nelle occasioni più importanti. Quando concludevano trattati o importanti affari di stato spesso offrivano idromele come dono cerimoniale. Si usava comunemente anche in occasione di matrimoni o battesimi anche se in piccole quantità a causa del suo costo elevato. Nella cultura polacca aveva lo stesso status di lussuosi beni di importazione come vino e spezie. Il kumis, bevanda ottenuta dalla fermentazione del latte di cavallo o di cammello di origine asiatica, era conosciuto anche in Europa ma, come l'idromele, era consumato soprattutto se prescritto dai medici.

### Vino

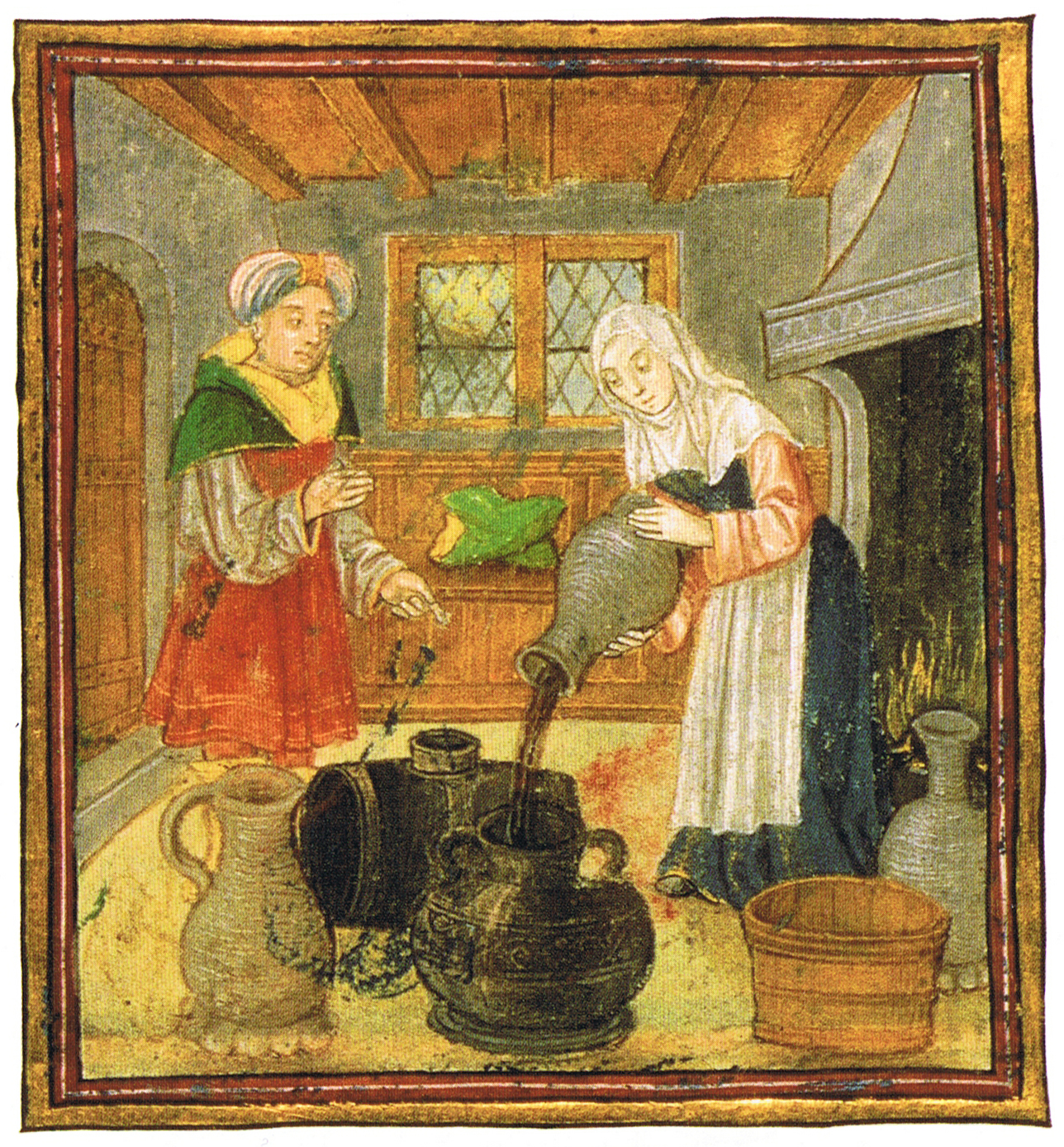
Una matrona mostra come maneggiare e conservare nel modo corretto il vino.

Il vino veniva bevuto abitualmente ed era considerato la bevanda più prestigiosa e salutare. In accordo con le prescrizioni dietetiche di Galeno era valutato come caldo e secco ma queste qualità venivano attenuate quando era annacquato. A differenza di quanto succedeva per l'acqua e per la birra, che erano considerate fredde e umide, si riteneva che un moderato consumo di vino (specialmente quello rosso) tra le altre cose aiutasse la digestione, producesse buon sangue e migliorasse l'umore. La qualità del vino differiva notevolmente a seconda dell'invecchiamento, del tipo di uva impiegata e, cosa più importante, dal numero di pigiature con cui era stato ottenuto. Con la prima pigiatura si ottenevano i vini più raffinati e costosi, riservati alle classi superiori. Con la seconda e la terza pigiatura si producevano invece vini di qualità inferiore e con un contenuto alcolico più basso. La gente comune in genere doveva accontentarsi di vini bianchi o rosati di seconda o terza pigiatura, che potevano essere consumati in abbondanti quantità senza produrre gravi intossicazioni alcoliche. Per i più poveri spesso l'unica scelta a disposizione era bere aceto annacquato.
La procedura di invecchiamento del vino rosso di buona qualità richiedeva conoscenze specialistiche, nonché costose cantine e attrezzature, tutti fattori che contribuivano ad innalzare il costo del prodotto. A giudicare dalla quantità di consigli presenti su manoscritti medievali su come salvare il vino che desse segno di stare per andare a male, il problema della corretta conservazione doveva essere piuttosto diffuso. Anche se l'aceto era un alimento diffuso, in effetti se ne poteva riutilizzare in questo modo solo una parte. Nel ricettario del XIV secolo Le Viandier si trovano numerosi metodi per tentare di salvare il vino che sta andando a male; assicurarsi che le botti siano sempre ben chiuse, aggiungere una mistura di semi di uva bianca essiccati e bolliti oppure la cenere di fondi di vino essiccati e bruciati. Questi ultimi erano entrambi efficaci sistemi battericidi, anche se all'epoca in realtà non si comprendevano i processi chimici che li rendevano tali.
Il vino speziato e il vin brulé non solo erano molto apprezzati dai ricchi, ma erano anche considerati molto salutari dai medici. Si credeva che il vino agisse come una sorta di diffusore e conduttore delle altre sostanze nutritive in tutte le parti del corpo, e che l'aggiunta di spezie esotiche e profumate non poteva che incrementare questa sua caratteristica. I vini speziati solitamente si facevano miscelando comune vino rosso con spezie varie come zenzero, cardamomo, pepe, grani del paradiso, noce moscata, chiodi di garofano e zucchero. L'infuso veniva poi messo in piccoli otri che erano a loro volta intrisi di vino oppure venivano bagnati con del liquido per produrre l'ippocrate e il claret. Già a partire dal XIV secolo i mercanti vendevano sacchetti di spezie miste già pronti per essere impiegati in questo modo.

### Birra
Mentre il vino era la più comune bevanda da pasto nella maggior parte d'Europa, questo non succedeva nelle regioni del nord dove la vite non veniva coltivata. Chi poteva permetterselo beveva vino d'importazione, ma in queste zone anche i nobili d'abitudine bevevano birra, chiara o scura, in particolare verso la fine del Medioevo. In Inghilterra, nei Paesi Bassi, nel nord della Germania, in Polonia e in Scandinavia la birra veniva consumata quotidianamente dalle persone di tutte le classi sociali e di tutte le età. Tuttavia la forte influenza delle culture arabe e mediterranea sulla scienza medica (dovuta in particolare al periodo della Reconquista e all'influsso dei manoscritti arabi) fece sì che la birra godesse però di cattiva reputazione. Per la maggior parte degli europei medievali, si trattava quindi di un liquido piuttosto umile al confronto con quelli tipici del sud come vino, succo di limone ed olio d'oliva. Anche prodotti di origine esotica come il latte di cammello o la carne di gazella generalmente venivano giudicati di maggior valore nei testi medici dell'epoca. La birra era considerata solo come una passabile alternativa e le venivano attribuite varie qualità negative. Nel 1256 il medico senese Aldobrandino da Siena descrisse la birra in questo modo:
(Aldobrandino)
Si credeva che gli effetti di un'ubriacatura da birra durassero di più di quelli di una dovuta al vino, ma si ammetteva che non creava la sensazione di "sete falsa" associata al vino. Anche se in minore misura rispetto ai paesi del nord, la birra veniva consumata anche nel nord della Francia e nell'Italia continentale. Forse in conseguenza della conquista normanna dell'Inghilterra e dei frequenti viaggi dei nobili tra la Francia e l'Inghilterra una birra francese descritta nel ricettario del XIV secolo Le Menagier de Paris veniva chiamata godale (evidentemente una diretta derivazione dell'inglese "good ale" - it. "Birra chiara buona") ed era fatta con orzo e farro ma senza luppolo. In Inghilterra esistevano anche le varianti poset ale, un miscuglio di latte caldo e birra fredda, e brakot o braggot una birra speziata preparata in maniera simile all'ippocrate.
L'uso del luppolo per dare sapore alla birra era conosciuto almeno dall'epoca carolingia, ma si diffuse lentamente per le difficoltà di riuscire a fissare le giuste proporzioni. Prima della scoperta del luppolo si usava il gruit, una mistura di varie erbe diverse. Il gruit non possedeva le stesse proprietà conservanti del luppolo e di conseguenza la birra prodotta in quel modo doveva essere consumata velocemente per evitare che andasse a male. Un altro modo di insaporire il preparato era di aumentarne il contenuto alcolico, ma era più costoso e dava alla birra l'indesiderata capacità di dare ubriacature più veloci e pesanti. Durante l'Alto Medioevo la birra veniva prodotta principalmente nei monasteri oppure su scala più ridotta nelle abitazioni private. Nel Basso Medioevo invece iniziarono a diffondersi nel nord della Germania delle birrerie cittadine a cui veniva delegata la produzione.
Anche se la maggior parte delle birrerie erano piccole imprese familiari che davano lavoro al massimo a otto o dieci persone, la regolarità della produzione permise di investire in attrezzature migliori e di sperimentare nuove ricette e tecniche di preparazione della birra. Questi tipi di lavorazione in seguito si diffusero anche in Olanda, nelle Fiandre e nel Brabante, raggiungendo anche l'Inghilterra nel XV secolo. La birra aromatizzata con il luppolo diventò molto popolare negli ultimi decenni del tardo Medioevo. In Inghilterra e nei Paesi Bassi il consumo annuale pro capite raggiunse i 275-300 litri e veniva consumata praticamente ad ogni pasto: a colazione si beveva una birra a bassa gradazione alcolica, mentre più in là nel corso della giornata si passava a birre più forti. Una volta che il suo impiego venne perfezionato il luppolo permise alla birra di conservarsi anche per sei mesi o più e ne facilitò l'esportazione su larga scala.

### Distillati
Gli antichi greci e romani conoscevano la tecnica della distillazione, ma questa non venne praticata su larga scala in Europa fino al XII secolo circa, quando si diffusero le scoperte degli Arabi sull'argomento insieme agli alambicchi in vetro. I dotti medievali credevano che la distillazione producesse la pura essenza del liquido di partenza e si servivano del termine aqua vitae (it. Acqua della vita) per definire qualsiasi tipo di distillato. Originariamente i modi per utilizzare i distillati, alcolici o meno, erano vari ma principalmente il loro impiego fu in ambito culinario o medico: i medici prescrivevano sciroppo d'uva mischiato con zucchero e spezie come cura per una gran varietà di malanni, mentre l'acqua di rose veniva usata, come profumo, come ingrediente in varie ricette e per lavarsi bene le mani. Talvolta i distillati alcolici venivano usati per creare spettacolari piatti fiammeggianti, imbevendo pezzi di cotone nel liquido, ponendoli in posizioni strategiche come le bocche degli animali che venivano serviti e accendendoli al momento di portarli in tavola.
I medici medievali lodavano molto le virtù dell'Aqua vitae alcolica. Nel 1309 Arnaldo da Villanova scrisse che "prolunga lo stato di buona salute, disperde gli umori superflui, rianima il cuore e mantiene giovani". Nel tardo Medioevo iniziò a prendere piede la produzione di distillati casalinghi, specialmente nei paesi di lingua tedesca. Entro il XIII secolo l'Hausbrand (letteralmente "fuoco di casa") era diventato di uso comune e tale prodotto rappresentò in pratica un antenato del brandy. Verso la fine del Medioevo il consumo di superalcolici diventò così diffuso tra la popolazione che alla fine del XV secolo iniziarono a comparire leggi che ne limitavano la produzione e la vendita. Nel 1496 la città di Norimberga promulgò restrizioni alla vendita di acquavite nel giorno di domenica e in occasione delle festività ufficiali.

## Storiografia e fonti
Fino al 1980 circa, la ricerca sulle abitudini alimentari medievali è stato un campo di studi piuttosto trascurato. Tra gli storici erano comuni idee sbagliate e veri e propri errori di valutazione, errori che sono diffusi tuttora, in quanto il Medioevo tende comunque ad essere visto come un'epoca arretrata, primitiva e barbarica. La cucina medievale veniva descritta come qualcosa di rivoltante a causa degli accostamenti di sapori inconsueti, del fatto che si credeva che si usassero pochissime verdure e dell'abbondante impiego di spezie. Le versioni conosciute di alcuni piatti tardomedievali venivano usate per sostenere l'affermazione non dimostrata che le spezie servissero per coprire il sapore della carne andata a male, una deduzione che mancava di qualsiasi prova a suo sostegno. Chi poteva permetterselo poteva procurarsi carne fresca tutto l'anno e le tecniche di conservazione dell'epoca, sebbene piuttosto rozze rispetto agli standard attuali, erano perfettamente adeguate agli standard del periodo. L'alto valore attribuito alle spezie e il prestigio dell'anfitrione sarebbero stati del tutto annullati se fossero state servite su alimenti di cattiva qualità.
La diffusa abitudine di tritare e macinare gli ingredienti e di farne degli impasti insieme al gran numero di minestre e salse che si consumavano veniva usata come argomento per sostenere che la maggior parte dei membri adulti della nobiltà medievale perdeva i denti in età giovanile e quindi era costretta a mangiare soltanto farinate, zuppe e carne macinata. Un'altra teoria naturalmente priva di ogni fondamento. 
Fonti storiche molto interessanti sono anche quelle "indirette" come il Decameron di Giovanni Boccaccio, Il Pecorone di Ser Giovanni Fiorentino, Novelle di Giovanni Sercambi e Il Trecentonovelle di Franco Sacchetti. Quest'ultima opera è senz'altro un efficace veicolo per ricostruire le consuetudini di vita della popolazione del basso Medioevo, soprattutto quelle riguardanti l'alimentazione e l'incidenza concreta, quotidiana, che una struttura economico-sociale agricola ebbe sulla vita degli uomini.

### Ricettari
I ricettari, o più specificamente le raccolte di ricette, rappresentano la più importante fonte storica per quanto riguarda la cucina medievale. Anche se si ritiene che descrivano piatti reali, gli studiosi non credono che fossero usati allo stesso modo in cui si usano i moderni libri di cucina, ovvero come una guida passo passo su come realizzare il piatto, che il cuoco può tenere sottomano mentre lavora. Le ricette riportate spesso sono molto brevi e solo in pochi casi sono specificate le quantità degli ingredienti. In genere non vengono riportati neppure i tempi di cottura né le temperature, dal momento che all'epoca non esistevano orologi accurati e che la cottura avveniva sempre esponendo i cibi al fuoco, diretto o indiretto. Al massimo i tempi di cottura venivano fissati indicando il tempo necessario a recitare un certo numero di preghiere o il tempo che il cuoco avrebbe impiegato per girare attorno ad un campo di determinate dimensioni. I cuochi professionisti non imparavano il mestiere in una scuola tradizionale ma con un apprendistato e attraverso la pratica sul campo. Un cuoco medievale al servizio in un grande palazzo doveva essere capace di pianificare e realizzare un pranzo senza l'aiuto di ricette o istruzioni scritte. Viste le complessive buone condizioni dei ricettari manoscritti giunti fino a noi, storici come Terence Scully hanno proposto che fossero in realtà delle specie di registri di quanto si faceva a palazzo e dovessero servire solo per il ricco e letterato signore della casa. Sono sopravvissute più di 70 raccolte di ricette medievali, scritte nella maggior parte delle lingue europee.